# قائمة البعثات الدبلوماسية في إسبانيا

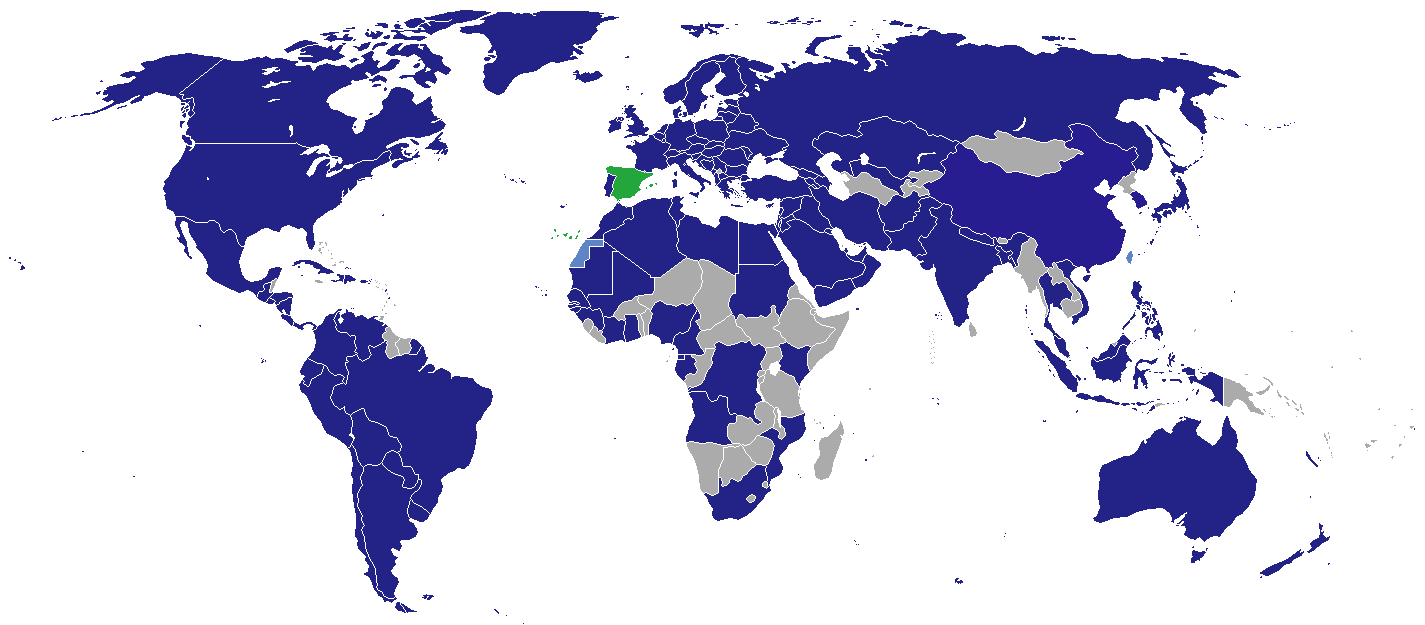
البعثات الدبلوماسية في اسبانيا

تظهر هذه المقالة السفارات والقنصليات الموجودة في إسبانيا. حيث تستضيف العاصمة الإسبانية مدريد 124 سفارة دولية، فيما تملك العديد من الدول قنصليات في مدن إسبانية أخرى عدا القنصليات الفخرية.

## البعثات الدبلوماسية في مدريد

### السفارات
- أفغانستان
- ألبانيا
- الجزائر
- أندورا
- أندورا
- أنتيغوا وباربودا
- الأرجنتين
- أرمينيا
- أستراليا
- النمسا
- أذربيجان
- بنغلادش
- روسيا البيضاء
- بلجيكا
- بوليفيا
- البوسنة والهرسك
- البرازيل
- بلغاريا
- الكاميرون
- الرأس الأخضر
- كندا
- تشيلي
- الصين
- كولومبيا
- كوستاريكا
- كرواتيا
- كوبا
- قبرص
- جمهورية التشيك
- الدنمارك
- جمهورية الكونغو الديمقراطية
- جمهورية الدومينيكان
- الإكوادور
- مصر
- السلفادور
- غينيا الاستوائية
- إستونيا
- فنلندا
- فرنسا
- الغابون
- غامبيا
- جورجيا
- ألمانيا
- غانا
- اليونان
- غواتيمالا
- غينيا
- غينيا بيساو
- هايتي
- الكرسي الرسولي
- هندوراس
- المجر
- الهند
- إندونيسيا
- إيران
- العراق
- إيرلندا
- إسرائيل
- إيطاليا
- ساحل العاج
- اليابان
- الأردن
- كازاخستان
- كينيا
- الكويت
- لاتفيا
- لبنان
- ليبيا
- ليتوانيا
- لوكسمبورغ
- ماليزيا
- مالي
- مالطا
- موريتانيا
- المكسيك
- مولدوفا
- موناكو
- مونتينيغرو
- المغرب
- موزمبيق
- نيبال
- هولندا
- نيوزيلندا
- نيكاراغوا
- نيجيريا
- كوريا الشمالية
- مقدونيا
- النرويج
- سلطنة عمان
- باكستان
- بنما
- الباراغواي
- بيرو
- الفلبين
- بولندا
- البرتغال
- قطر
- رومانيا
- روسيا
- سان مارينو
- المملكة العربية السعودية
- السنغال
- صربيا
- سلوفاكيا
- سلوفينيا
- جنوب إفريقيا
- كوريا الجنوبية
- فرسان مالطا
- السودان
- السويد
- سويسرا
- سوريا
- تايلند
- تونس
- تركيا
- أوكرانيا
- الإمارات العربية المتحدة
- المملكة المتحدة
- الولايات المتحدة
- الأوروغواي
- أوزبكستان
- فنزويلا
- فيتنام
- اليمن

## الوفود أو البعثات الأخرى
- فلسطين (بعثة دبلوماسية)[1]
- بورتوريكو (مكتب تجاري)
- الجمهورية العربية الصحراوية الديمقراطية (مكتب تمثيلي)
- تايوان (مكتب تايبيه الاقتصادي والثقافي في إسبانيا)

## البعثات القنصلية في المدن الاسبانية الأخرى

### لا كورونيا،جيليقية
بنما قنصلية عامة

### الجزيرة الخضراء،الأندلس
المغرب قنصلية عامة

### لقنت،منطقة بلنسية
- الجزائر قنصلية عامة
- بلجيكا قنصلية
- المملكة المتحدة قنصلية

### ألمرية،الأندلس
- المغرب قنصلية عامة
- رومانيا قنصلية

### برشلونة،كتالونيا
- Algeria
- الأرجنتين
- بلجيكا
- بوليفيا
- البرازيل
- كندا
- تشيلي
- الصين
- كولومبيا
- كوبا
- جمهورية الدومينيكان
- الإكوادور
- السلفادور
- فرنسا
- جورجيا
- ألمانيا
- هندوراس
- المجر
- إيطاليا
- اليابان
- كازاخستان
- المكسيك
- المغرب
- النرويج
- باكستان
- بنما
- باراغواي
- بيرو
- قالب:بيانات بلد الفليبين
- بولندا
- البرتغال
- قطر
- رومانيا
- روسيا
- كوريا الجنوبية
- سويسرا
- تركيا
- أوكرانيا
- الإمارات العربية المتحدة
- المملكة المتحدة
- الولايات المتحدة
- الأوروغواي
- فنزويلا

### بلباو،إقليم الباسك
- بوليفيا قنصلية
- كولومبيا قنصلية
- فرنسا قنصلية عامة
- المغرب قنصلية عامة
- بيرو قنصلية عامة
- رومانيا قنصلية عامة
- فنزويلا قنصلية عامة

### قادس،الأندلس
الأرجنتين قنصلية

### كاستيون دي لا بلانا،منطقة بلنسية
رومانيا قنصلية

### ثيوداد ريال،قشتالة والمنشف
رومانيا قنصلية

### جرندة،كتالونيا
المغرب قنصلية عامة

### يابسة،جزر البليار
المملكة المتحدة قنصلية

### لاس بالماس،جزر الكناري
- كولومبيا قنصلية
- كوبا قنصلية عامة
- غينيا الإستوائية قنصلية
- فنلندا قنصلية
- ألمانيا قنصلية
- اليابان قنصلية
- موريتانيا قنصلية عامة
- المغرب قنصلية عامة
- بنما قنصلية عامة
- كوريا الجنوبية مكتب قنصلي
- المملكة المتحدة قنصلية
- الولايات المتحدة وكالة قنصلية
- الأوروغواي قنصلية عامة

### مالقة،الأندلس
- الإكوادور قنصلية عامة
- ألمانيا قنصلية
- بنما قنصلية عامة
- باراغواي قنصلية عامة
- المملكة العربية السعودية قنصلية عامة
- أوكرانيا قنصلية
- المملكة المتحدة قنصلية
- الولايات المتحدة وكالة قنصلية

### مرسية،منطقة مرسية
- بوليفيا قنصلية
- الإكوادور قنصلية عامة
- المغرب قنصلية عامة

### ميورقة،جزر البليار
- الأرجنتين قنصلية
- بوليفيا نيابة-قنصلية
- كولومبيا قنصلية
- ألمانيا قنصلية
- المملكة المتحدة قنصلية
- الولايات المتحدة وكالة قنصلية

### سانتياغو دي كومبوستيلا،جليقية
- كوبا قنصلية عامة
- الأوروغواي قنصلية عامة

### إشبيلية،الأندلس
- بوليفيا قنصلية
- كولومبيا قنصلية عامة
- كوبا قنصلية عامة
- جمهورية الدومينيكان قنصلية
- السلفادور قنصلية عامة
- ألمانيا قنصلية عامة
- المغرب قنصلية عامة
- بيرو قنصلية عامة
- البرتغال قنصلية عامة
- رومانيا قنصلية عامة
- الولايات المتحدة وكالة قنصلية

### طركونة،كتالونيا
المغرب قنصلية عامة

### فالنسيا،منطقة بلنسية
- بوليفيا قنصلية
- كولومبيا قنصلية
- جمهورية الدومينيكان قنصلية
- الإكوادور قنصلية عامة
- ليتوانيا قنصلية
- المغرب قنصلية عامة
- بنما قنصلية عامة
- بيرو قنصلية عامة
- الولايات المتحدة وكالة قنصلية
- الأوروغواي قنصلية عامة

### فيغو،جليقية
- الأرجنتين (قنصلية عامة)
- البرتغال (قنصلية عامة)[2]
- فنزويلا (قنصلية عامة)

### سرقسطة،أرغون
رومانيا قنصلية

## معرض الصور

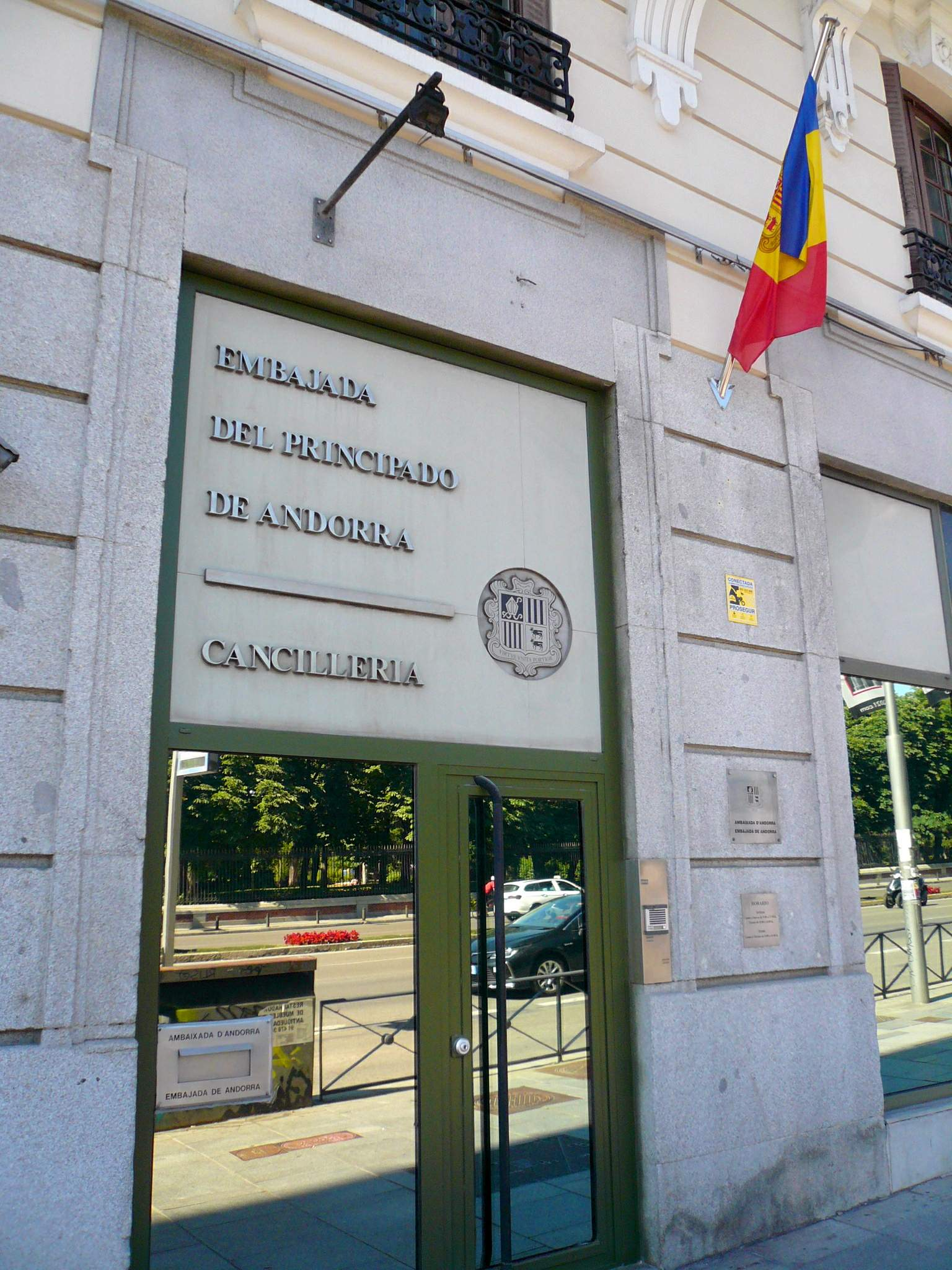
سفارة أندورا
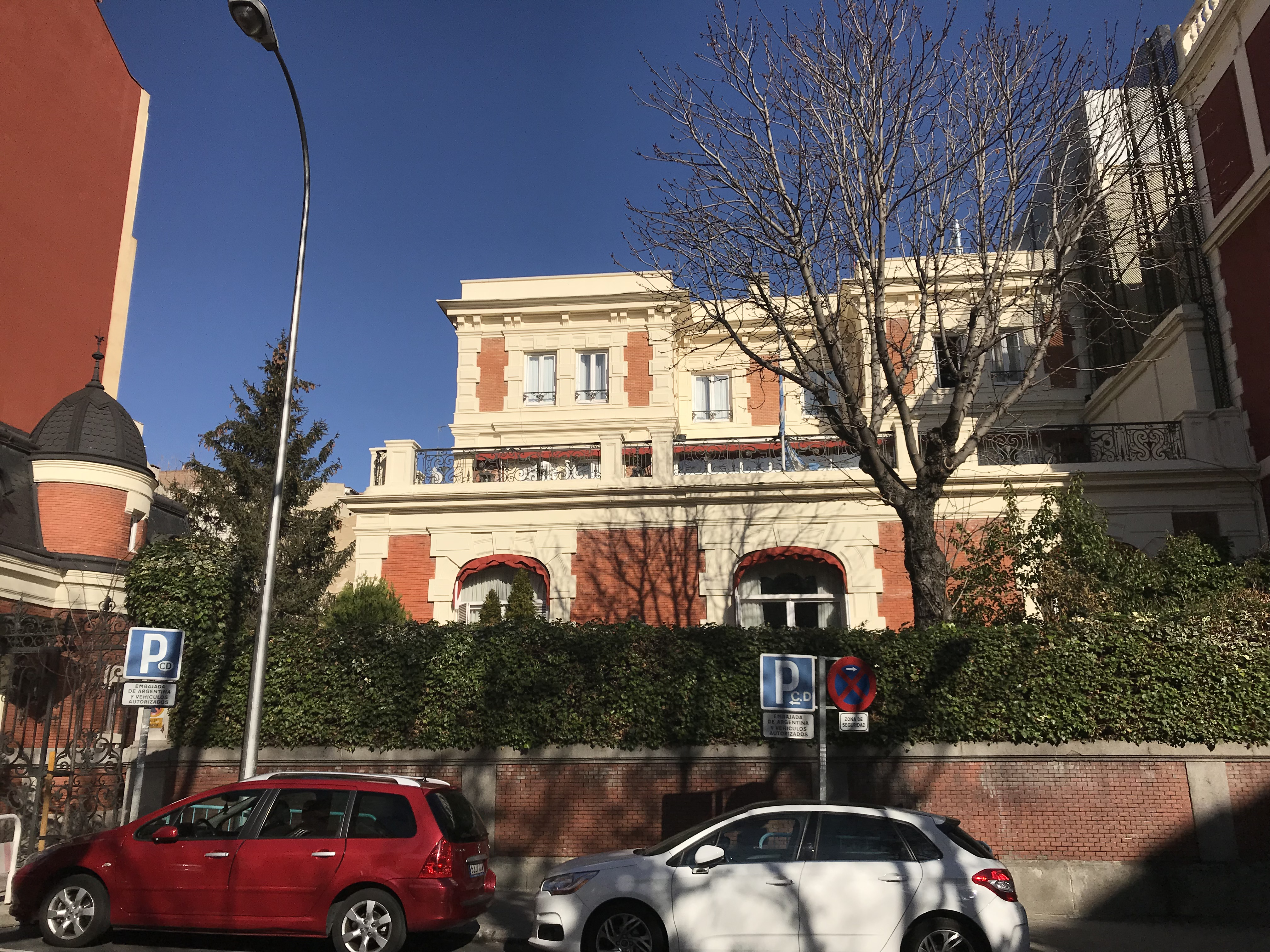
سفارة الأرجنتين
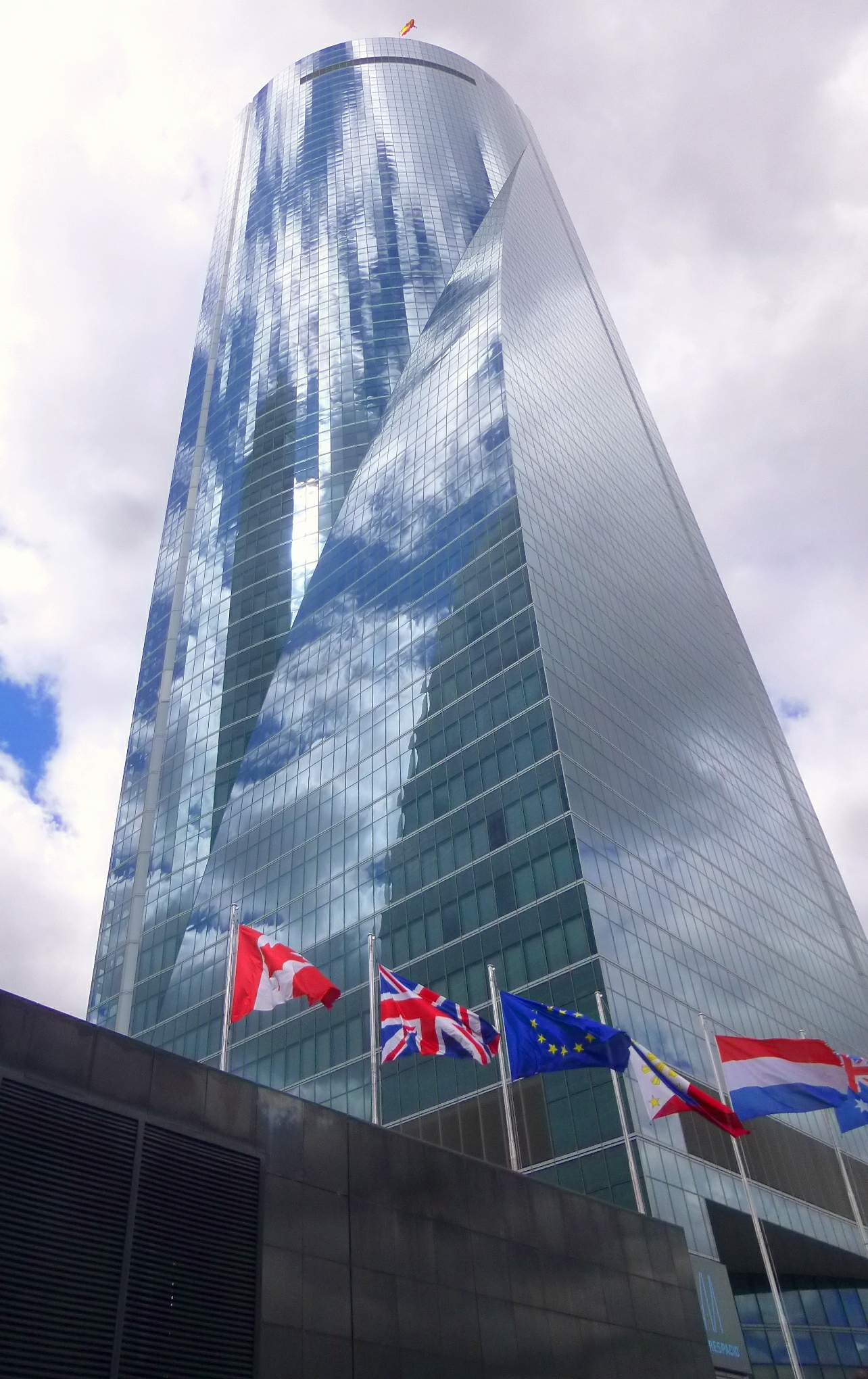
برج الامبراطور الذي يستضيف سفارات أستراليا وكندا وهولندا والمملكة المتحدة
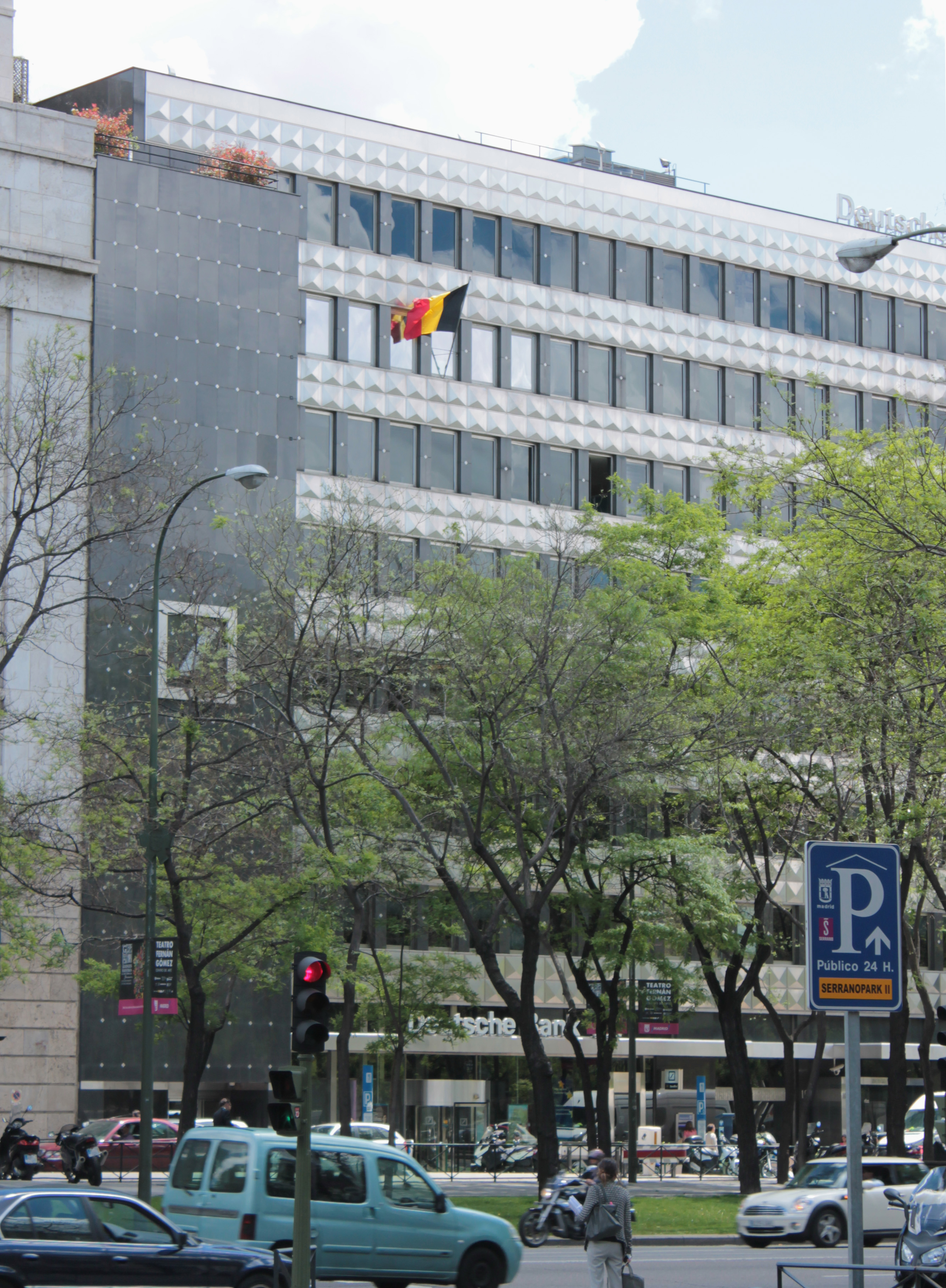
مبنى يستضيف سفارة بلجيكا
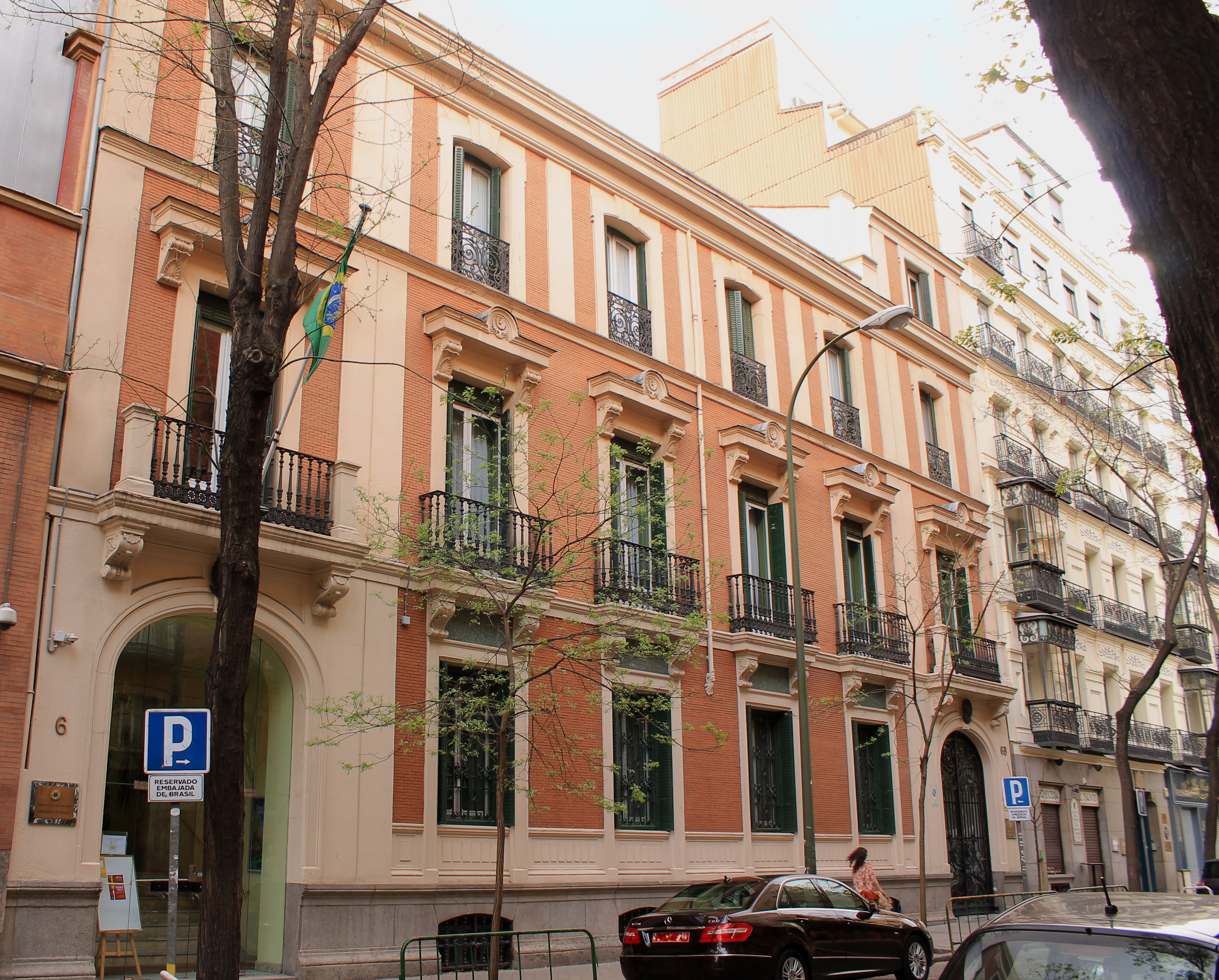
سفارة البرازيل
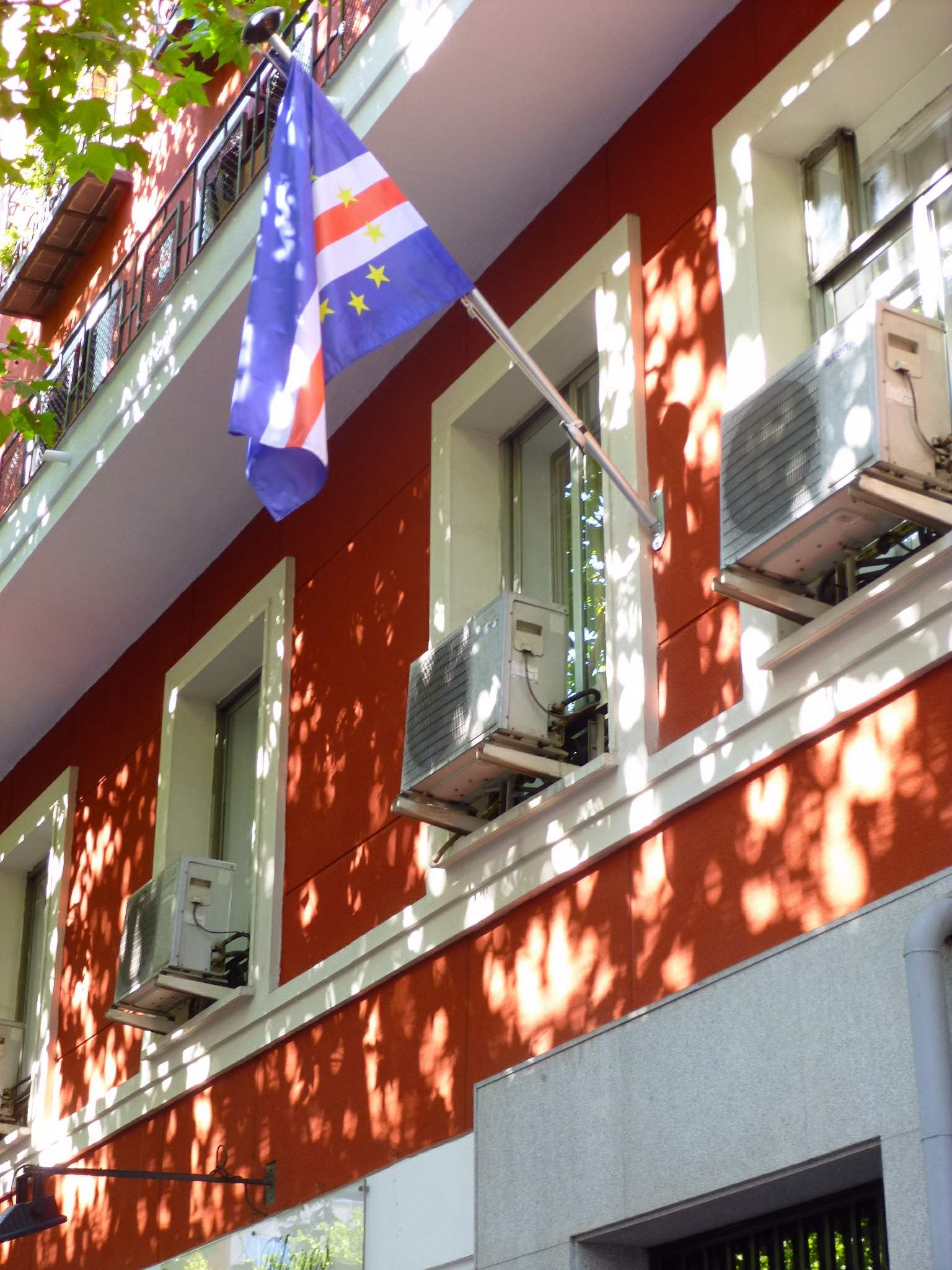
سفارة الرأس الأخضر
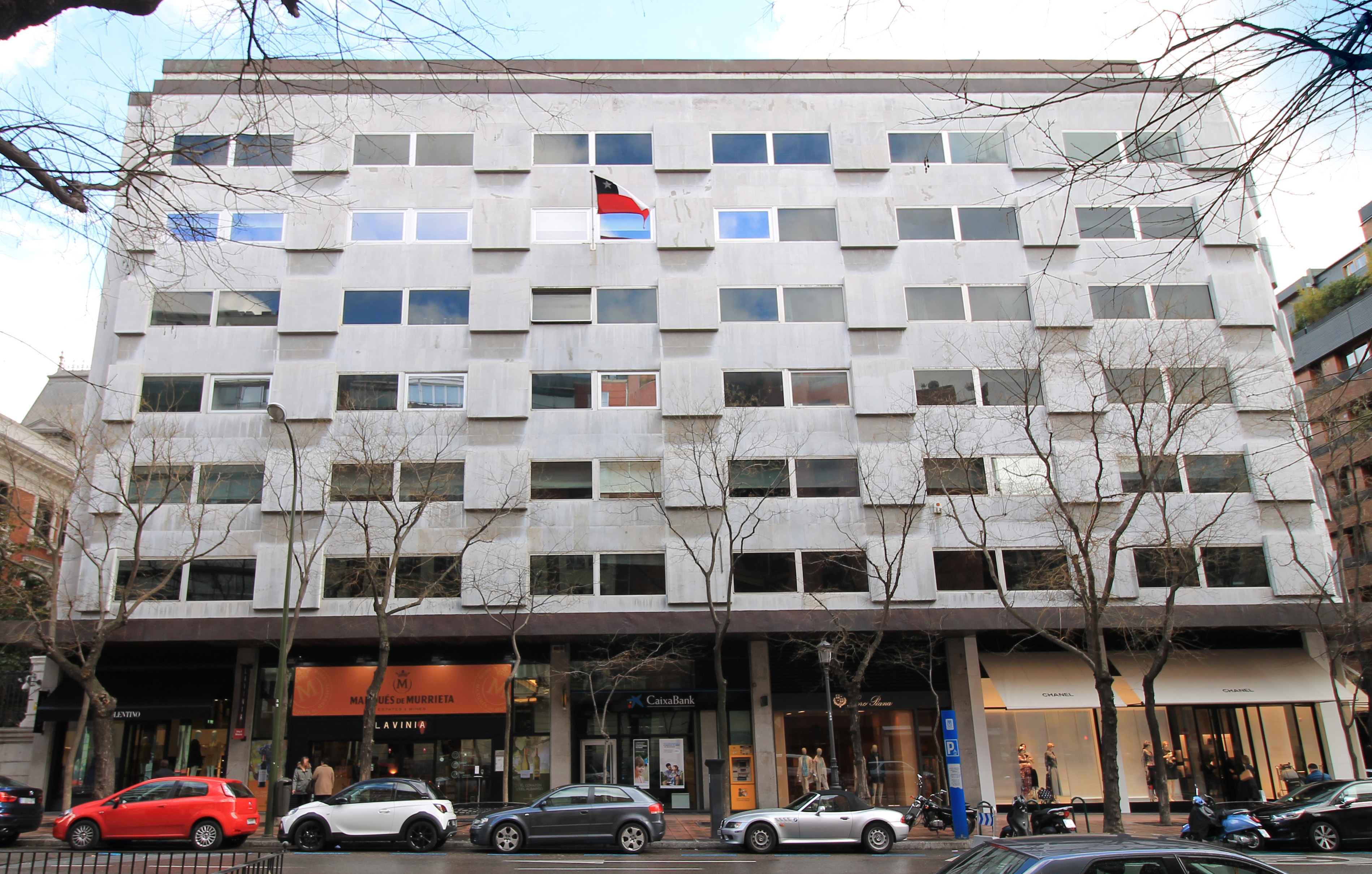
مبنى يستضيف سفارة تشيلي
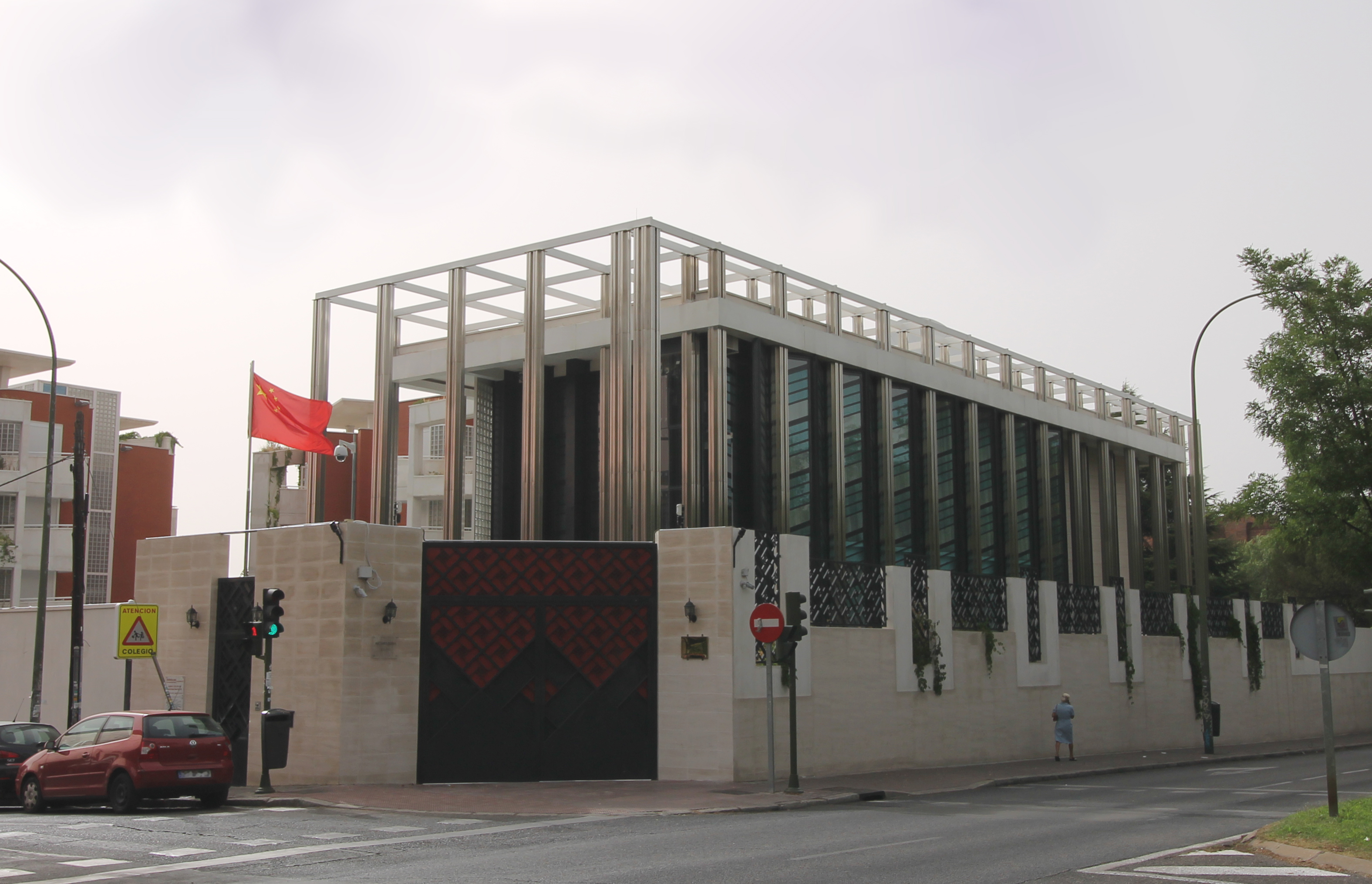
سفارة الصين
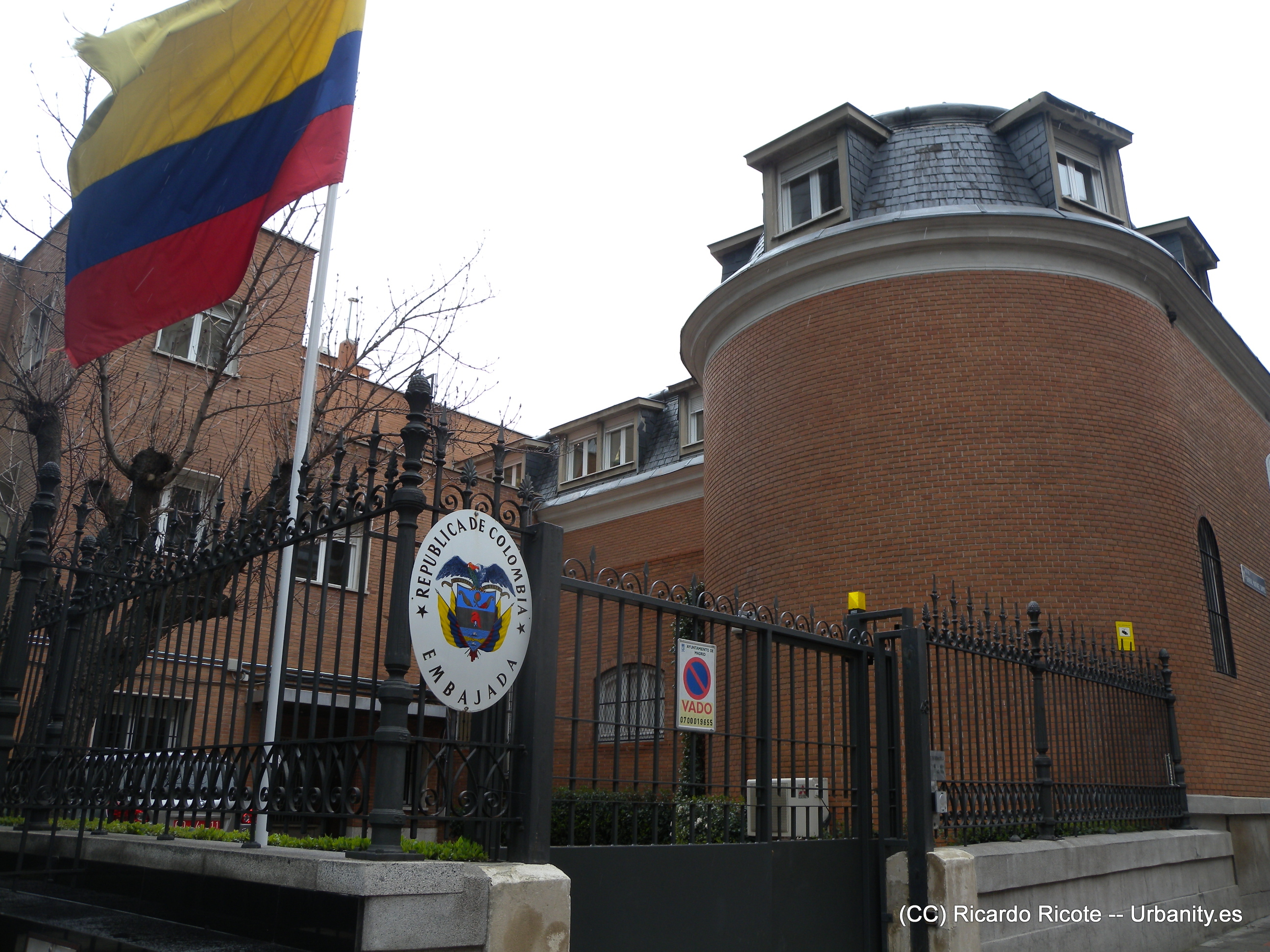
سفارة كولومبيا
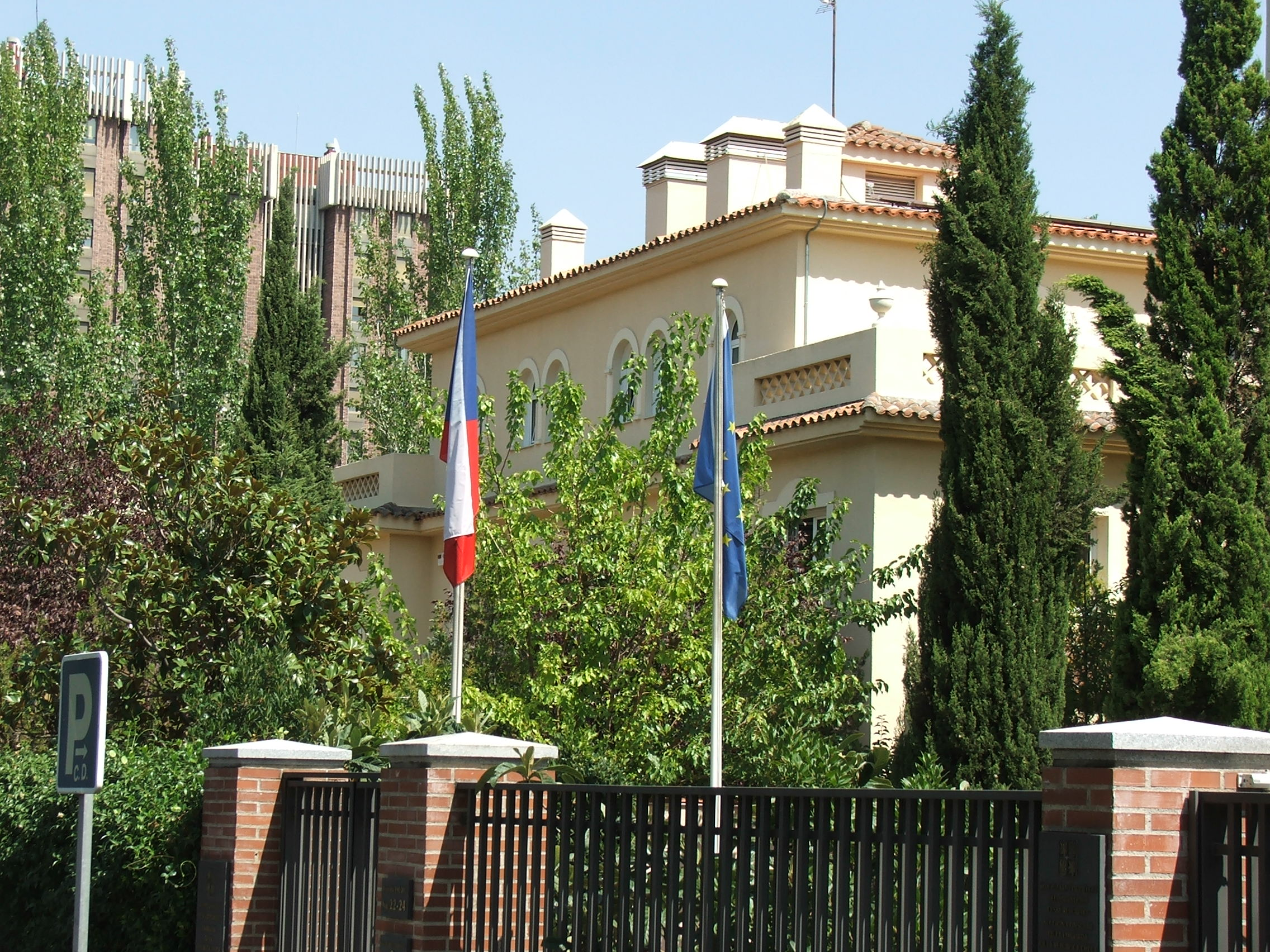
سفارة التشيك
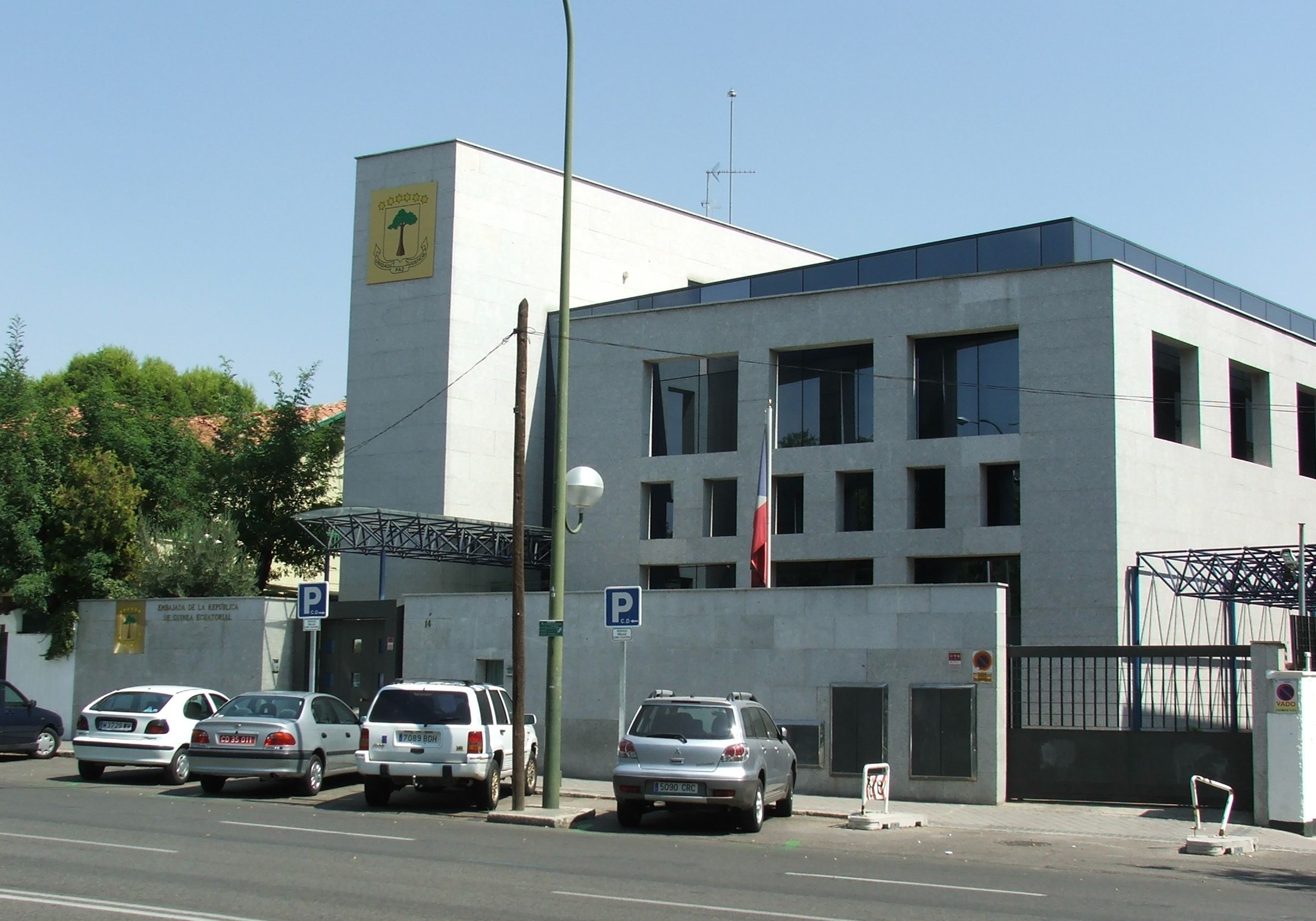
سفارة غينيا الاستوائية
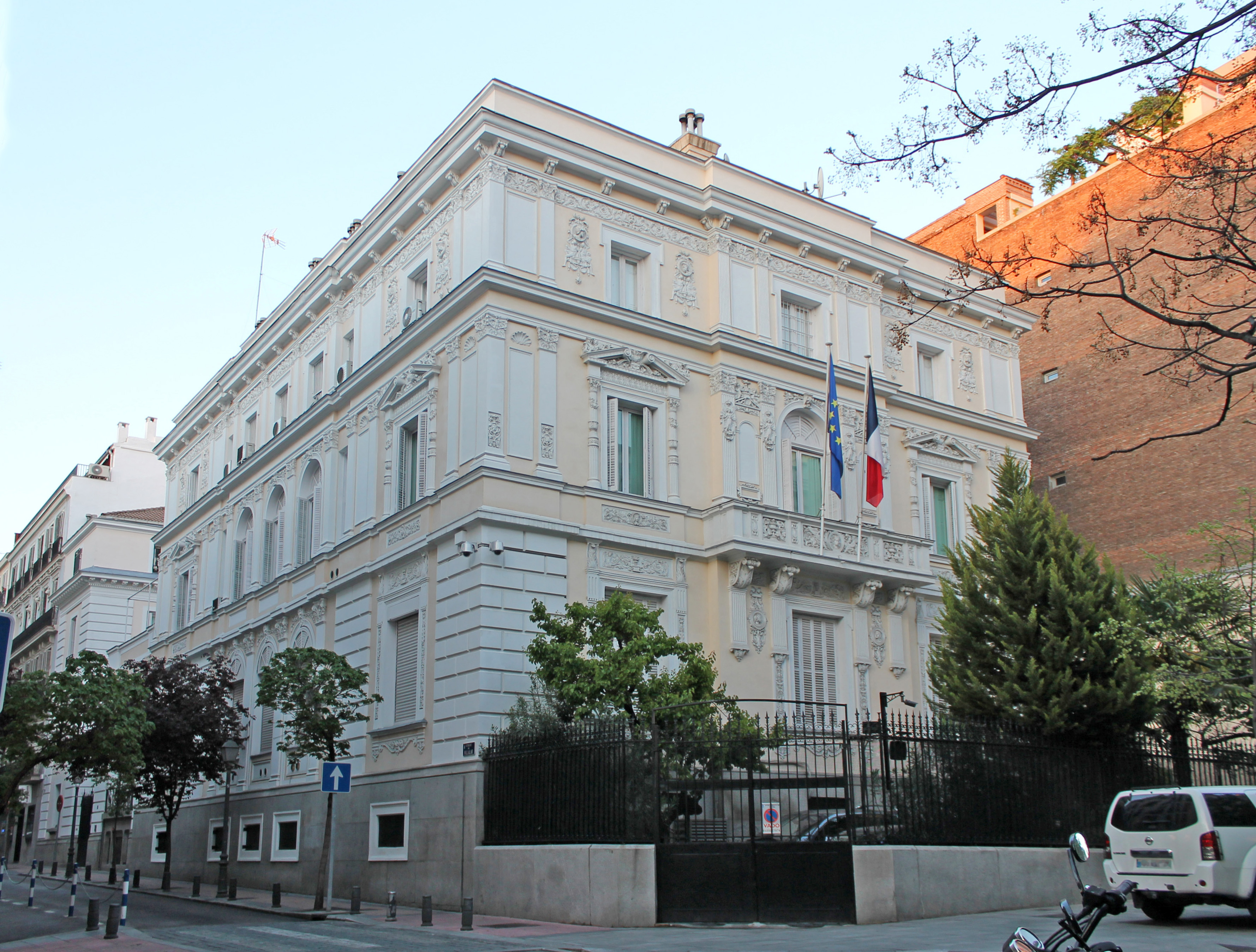
سفارة فرنسا
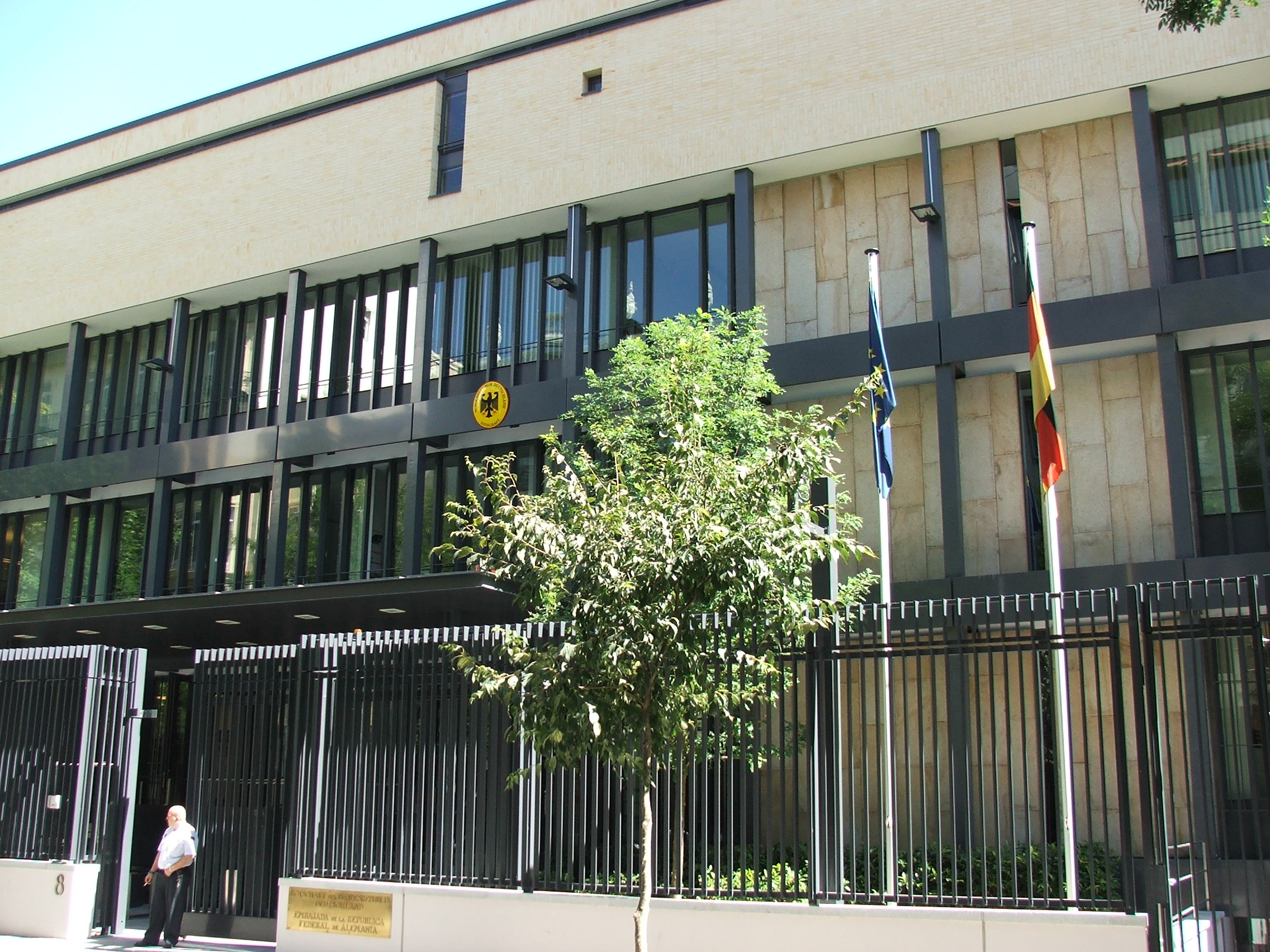
سفارة ألمانيا
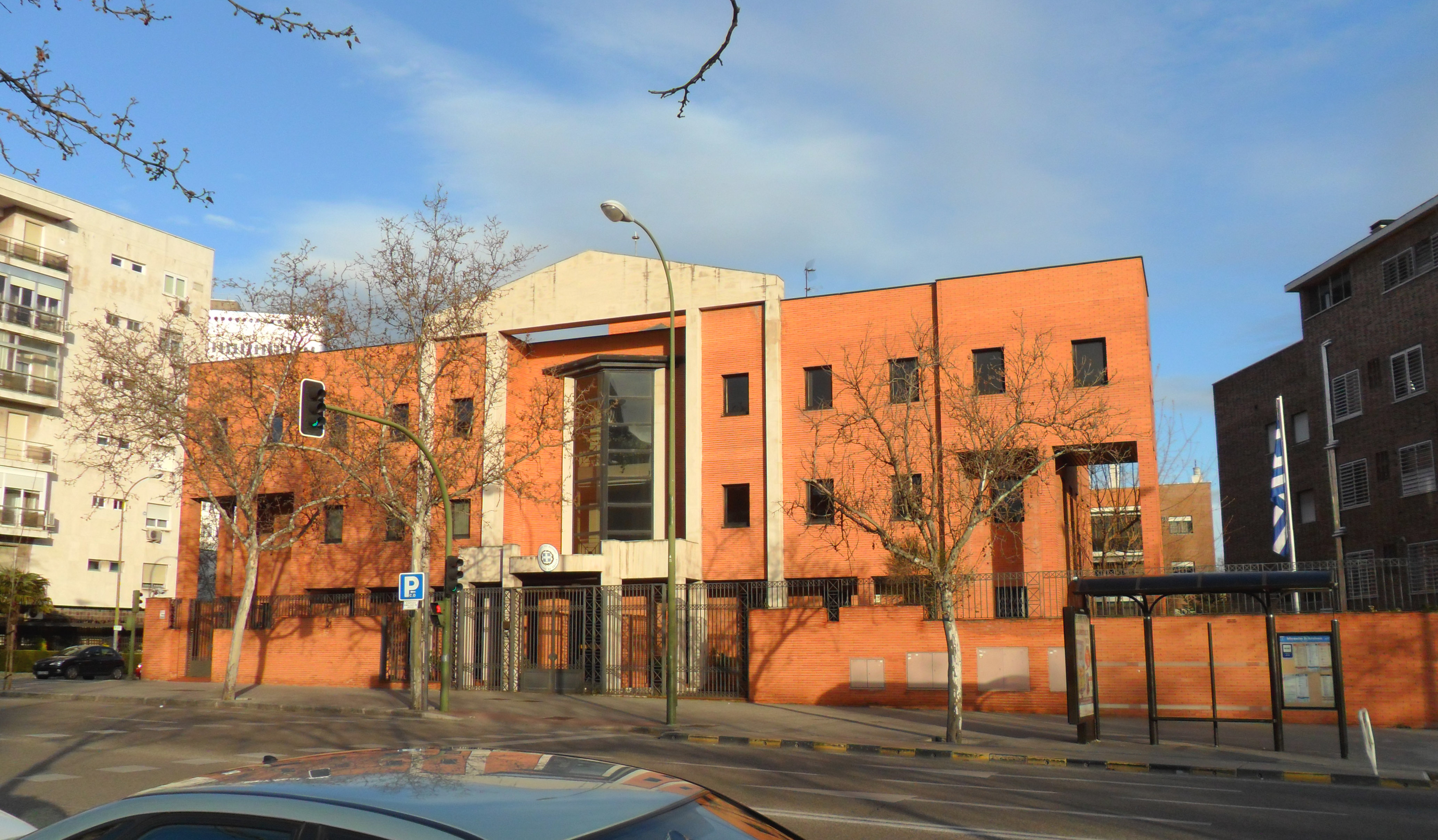
سفارة اليونان
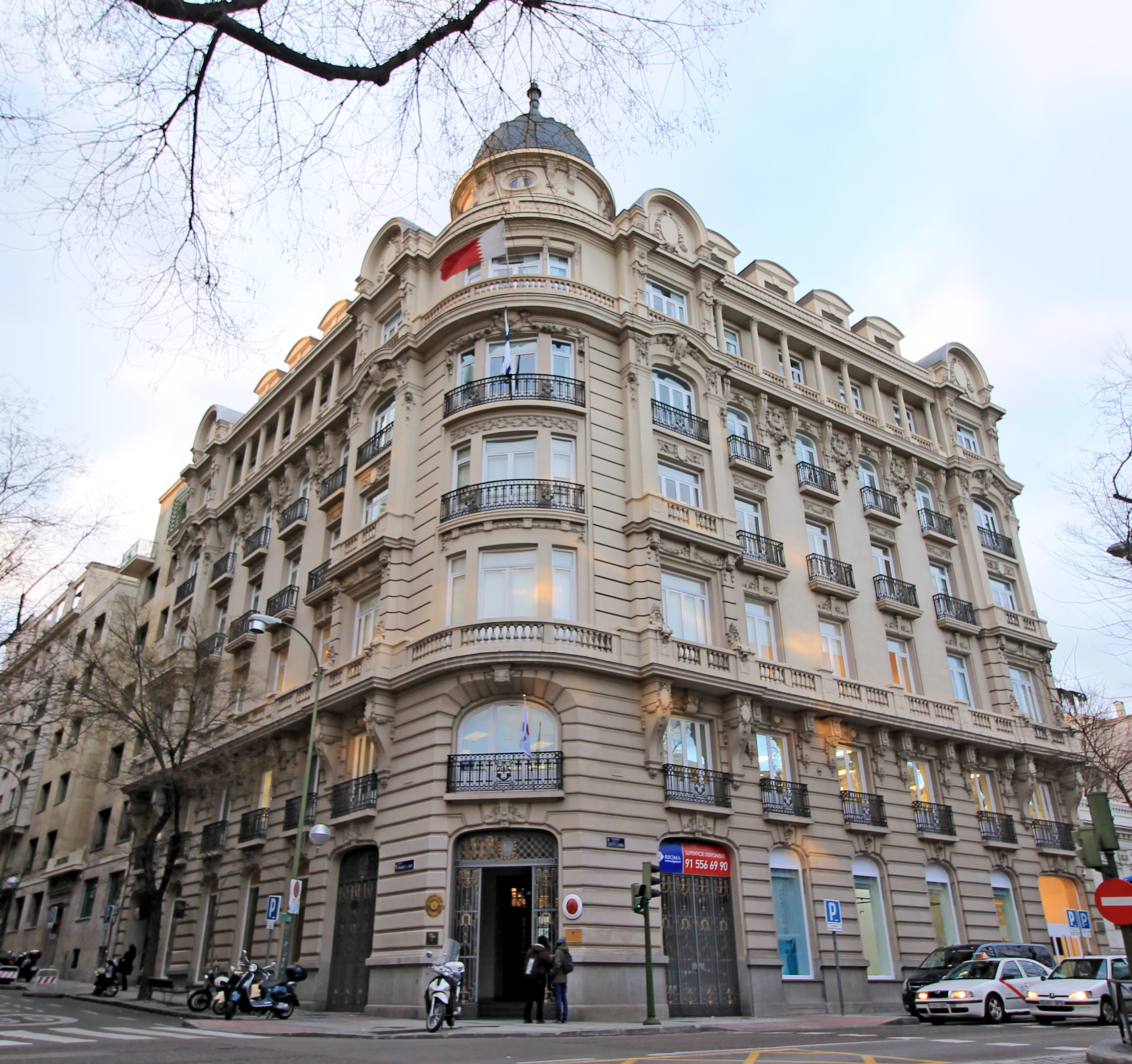
مبنى يستضيف سفارات كل من فنلندا وهايتي وقطر
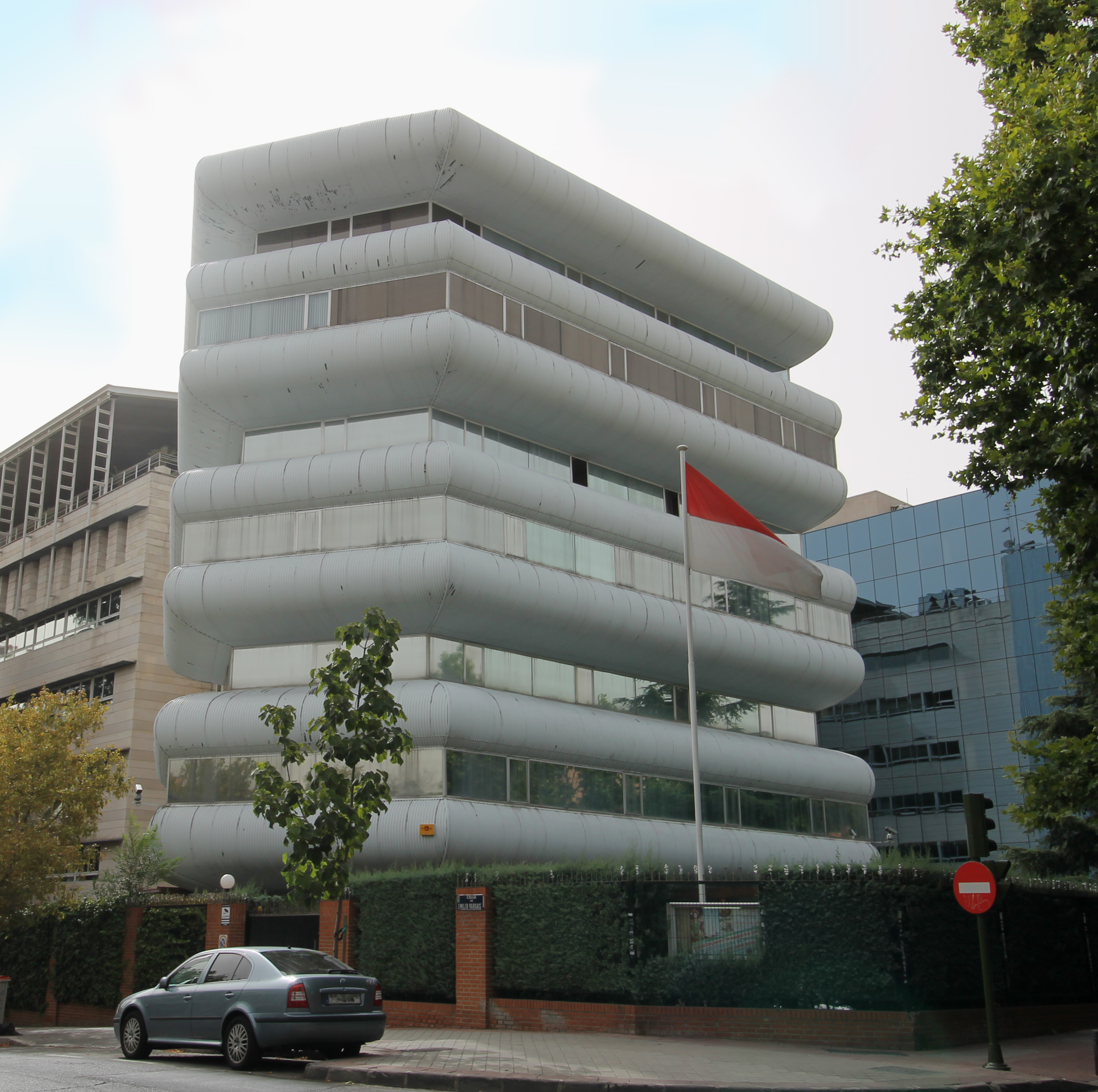
سفارة إندونيسيا
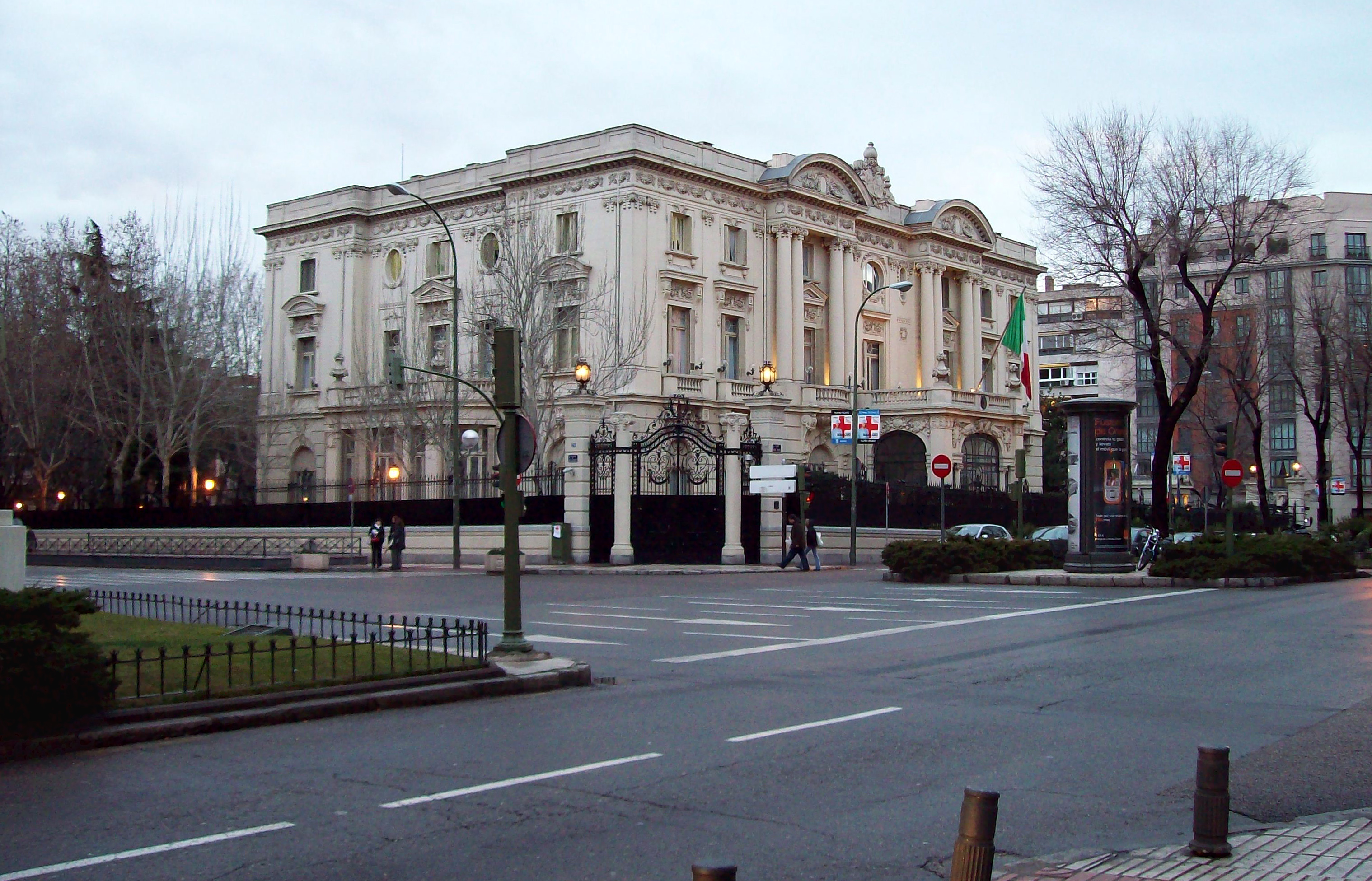
سفارة إيطاليا
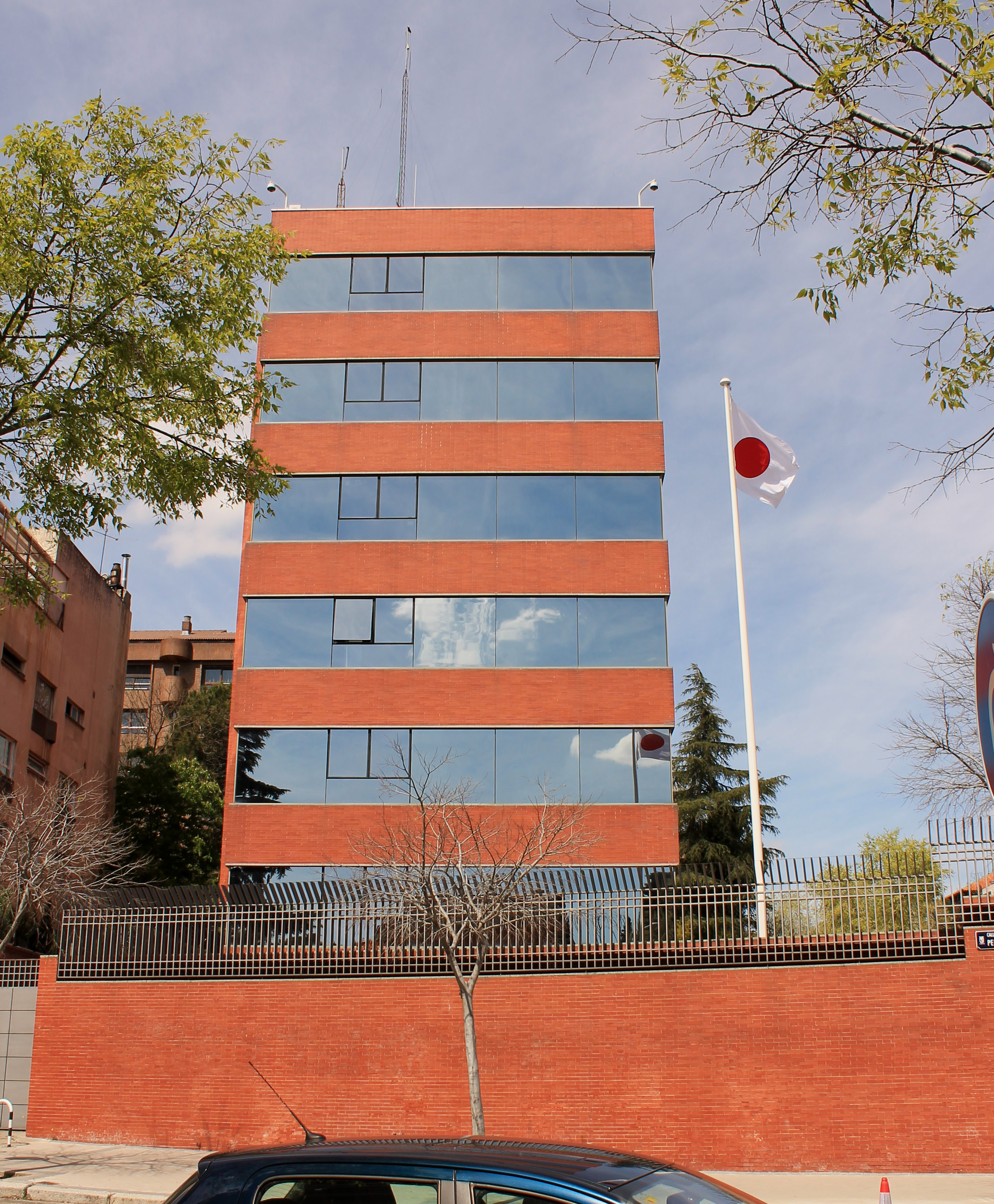
سفارة اليابان
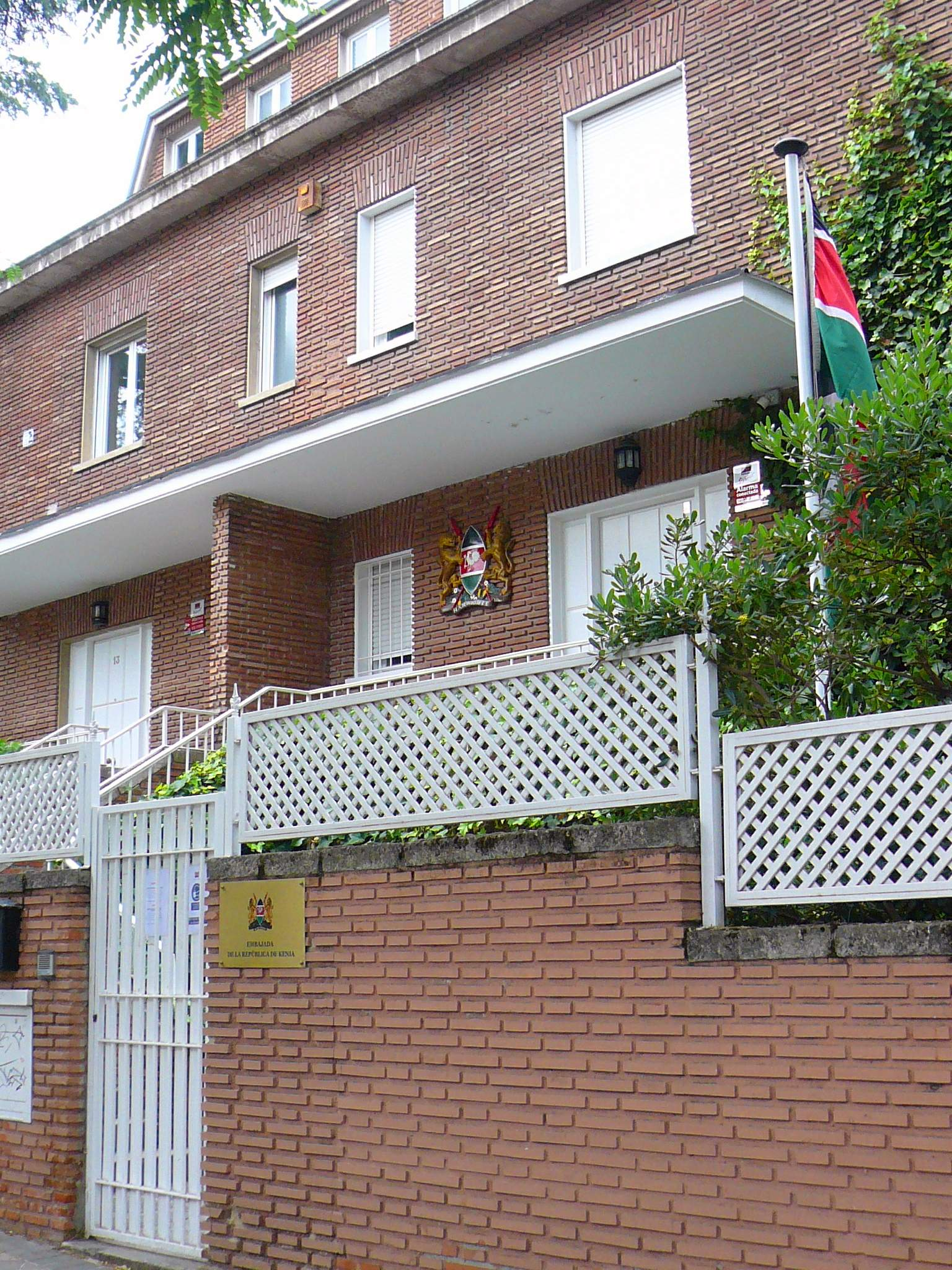
سفارة كينيا
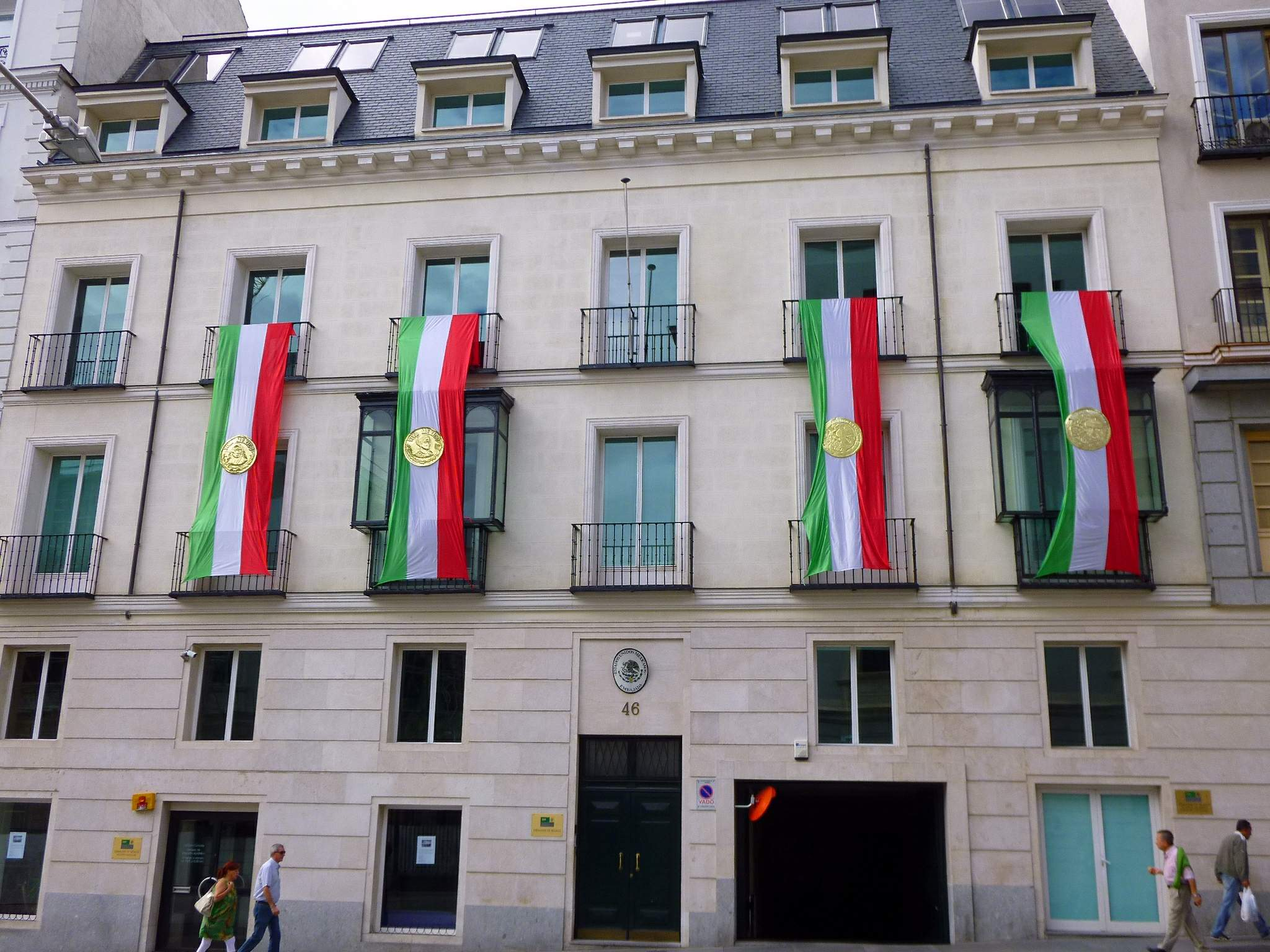
سفارة المكسيك
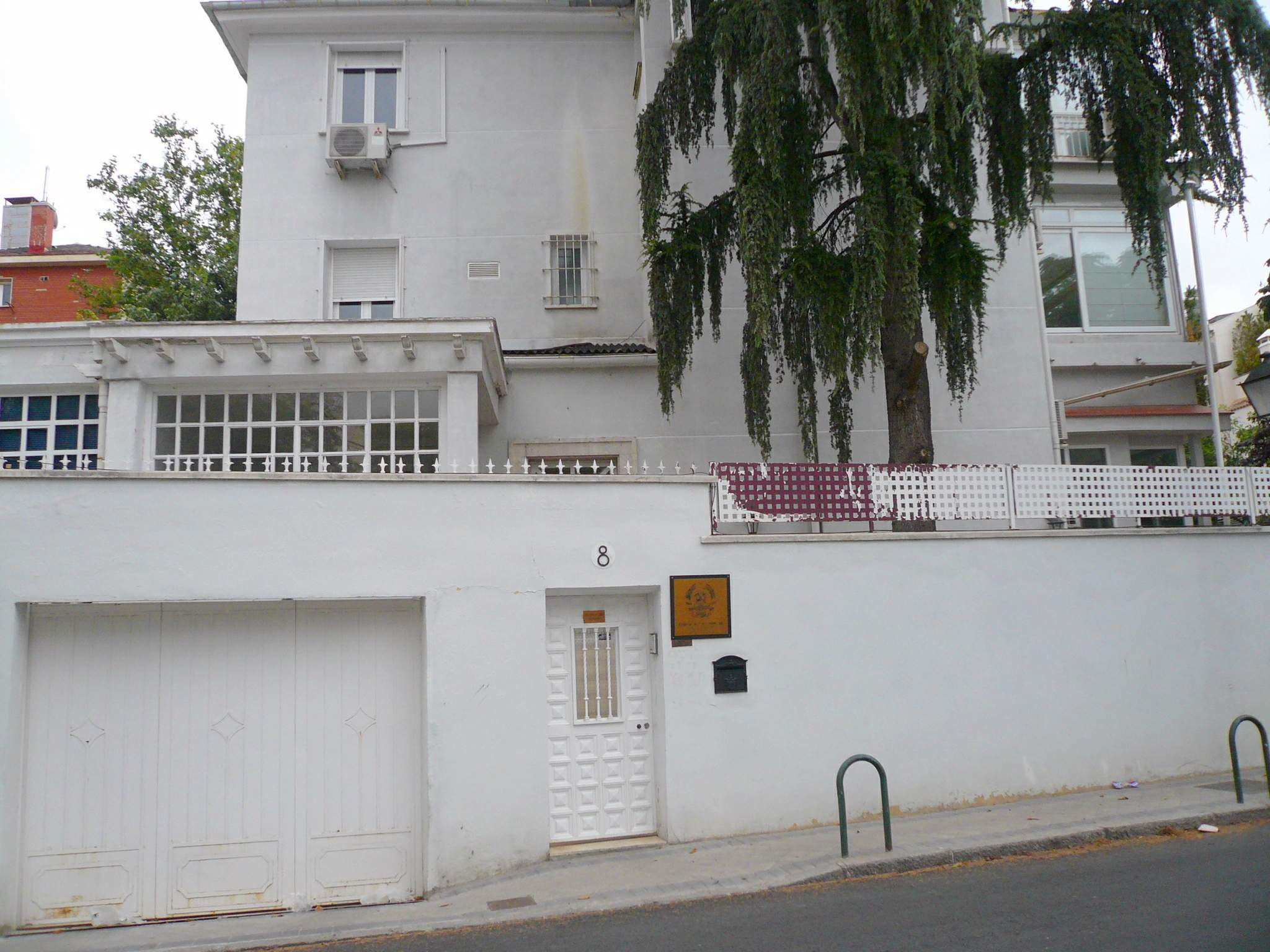
سفارة موزمبيق
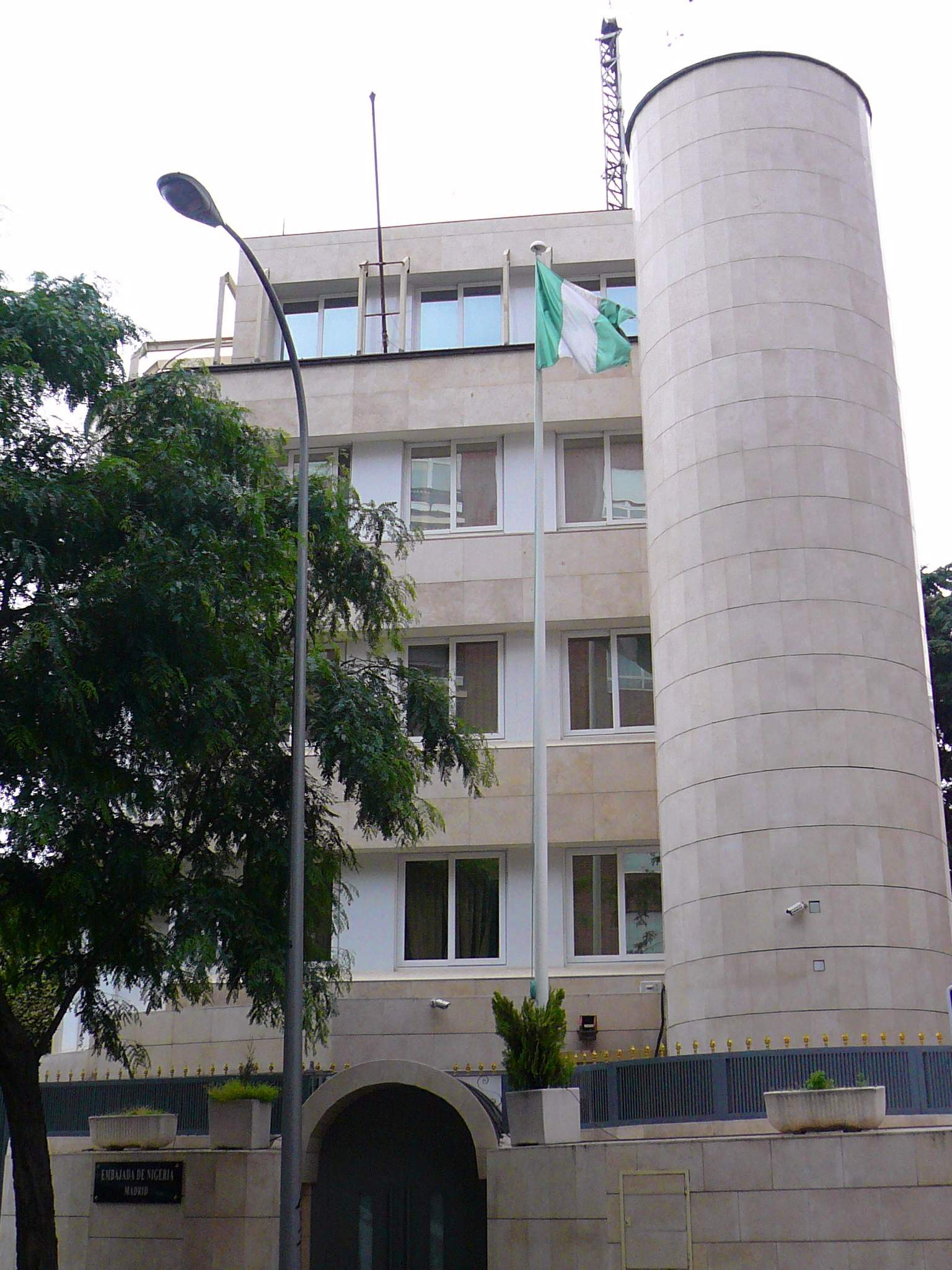
سفارة نيجيريا
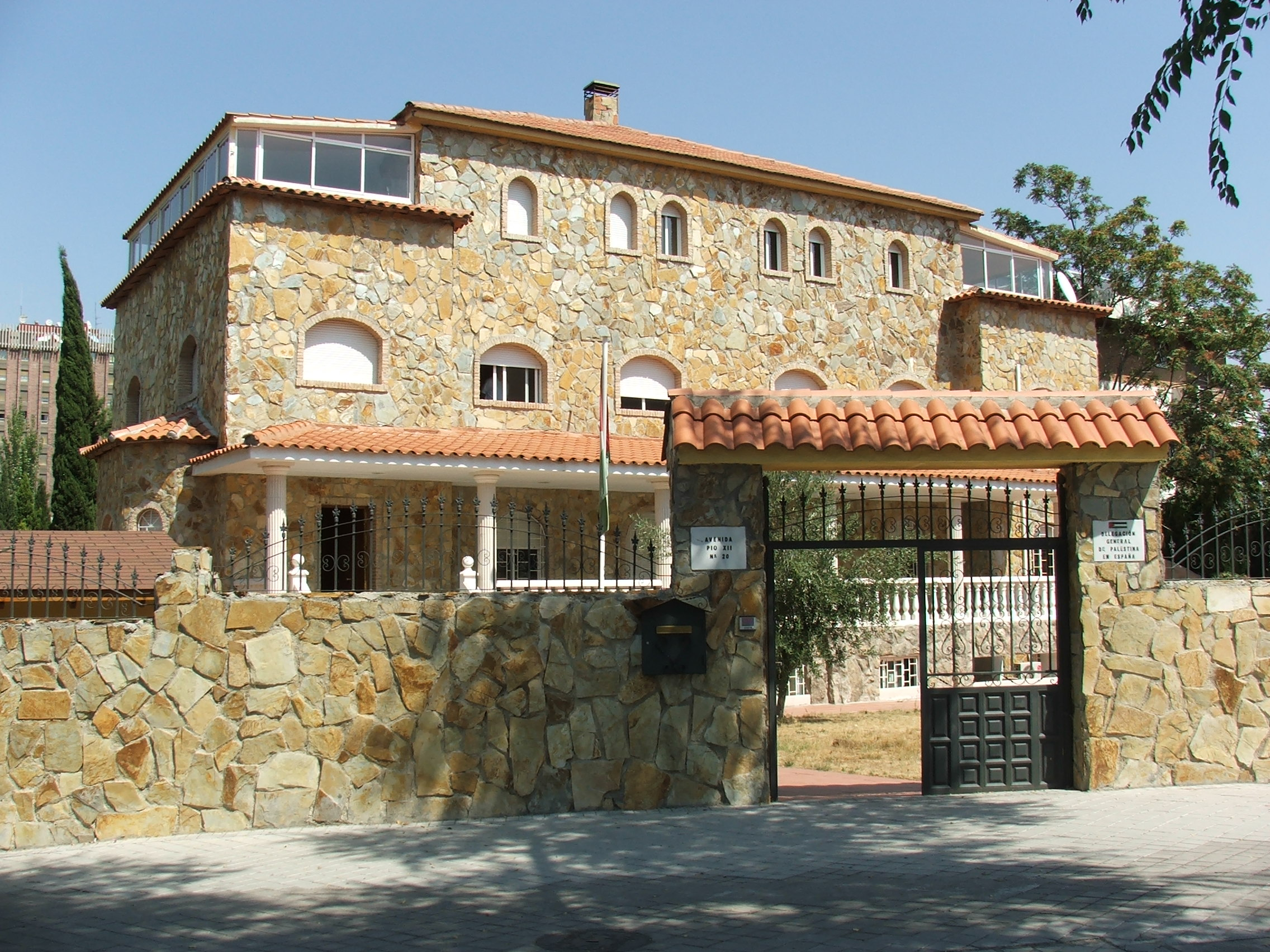
وفد فلسطين
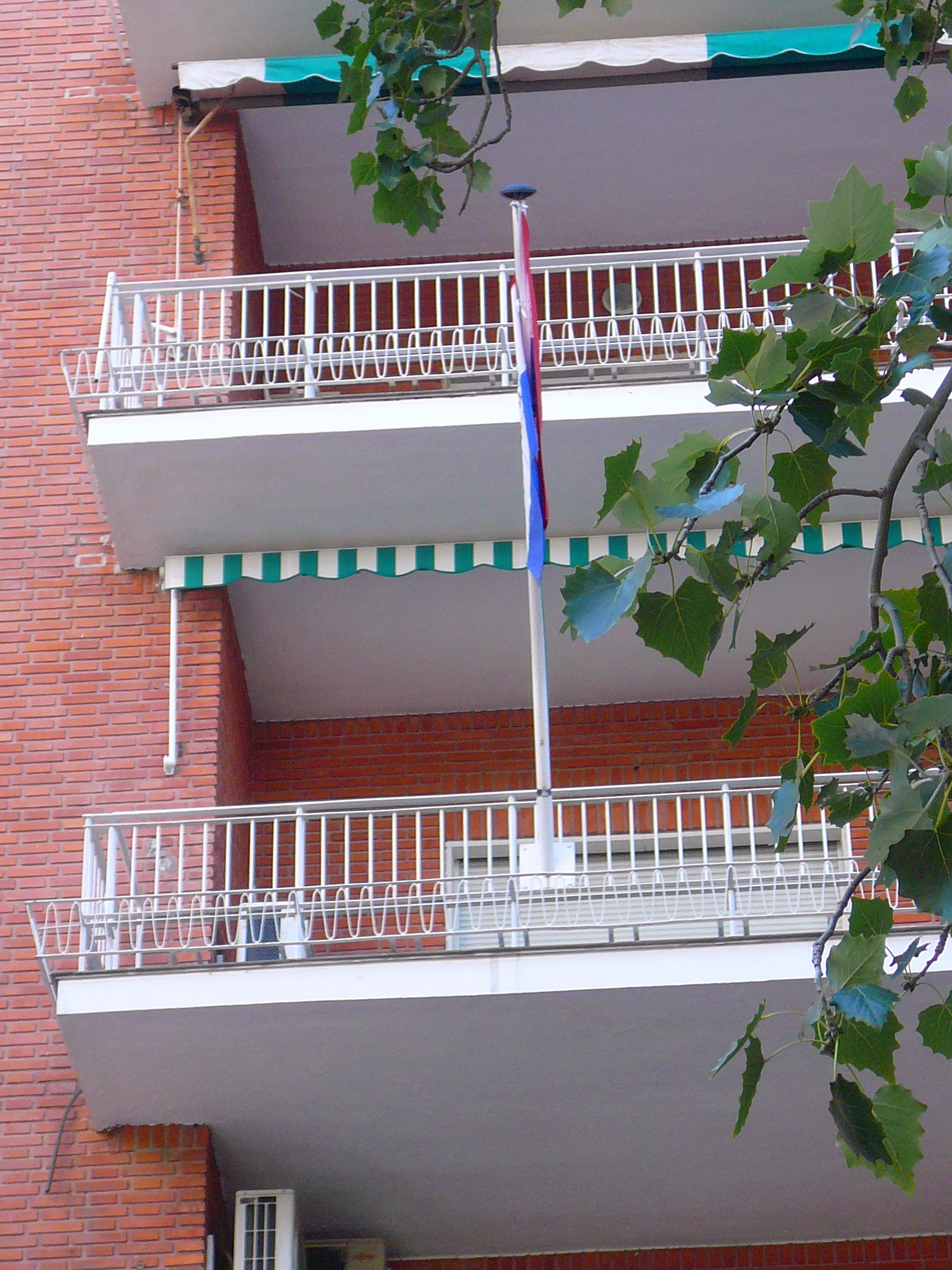
سفارة باراغواي
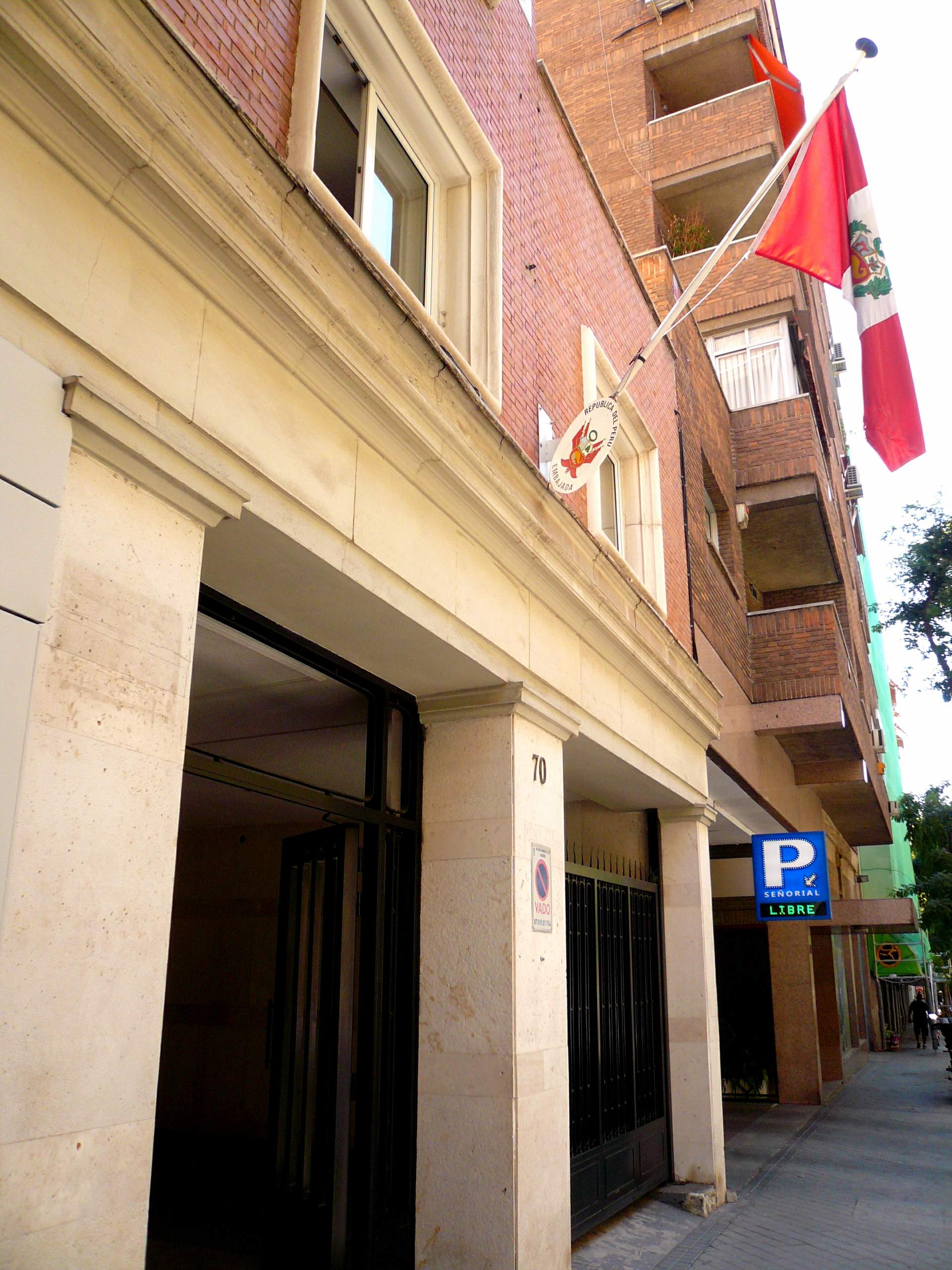
سفارة بيرو
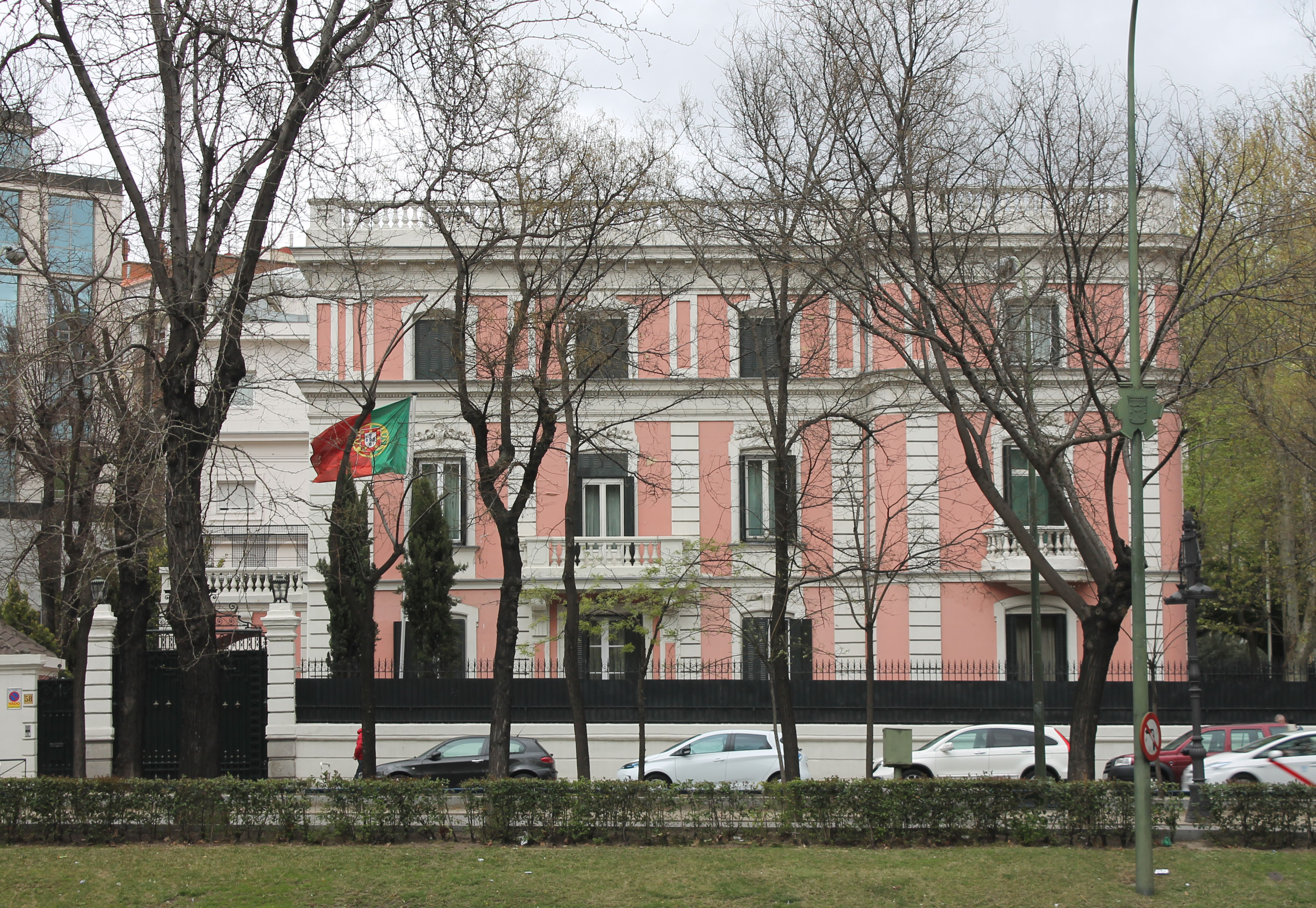
سفارة البرتغال
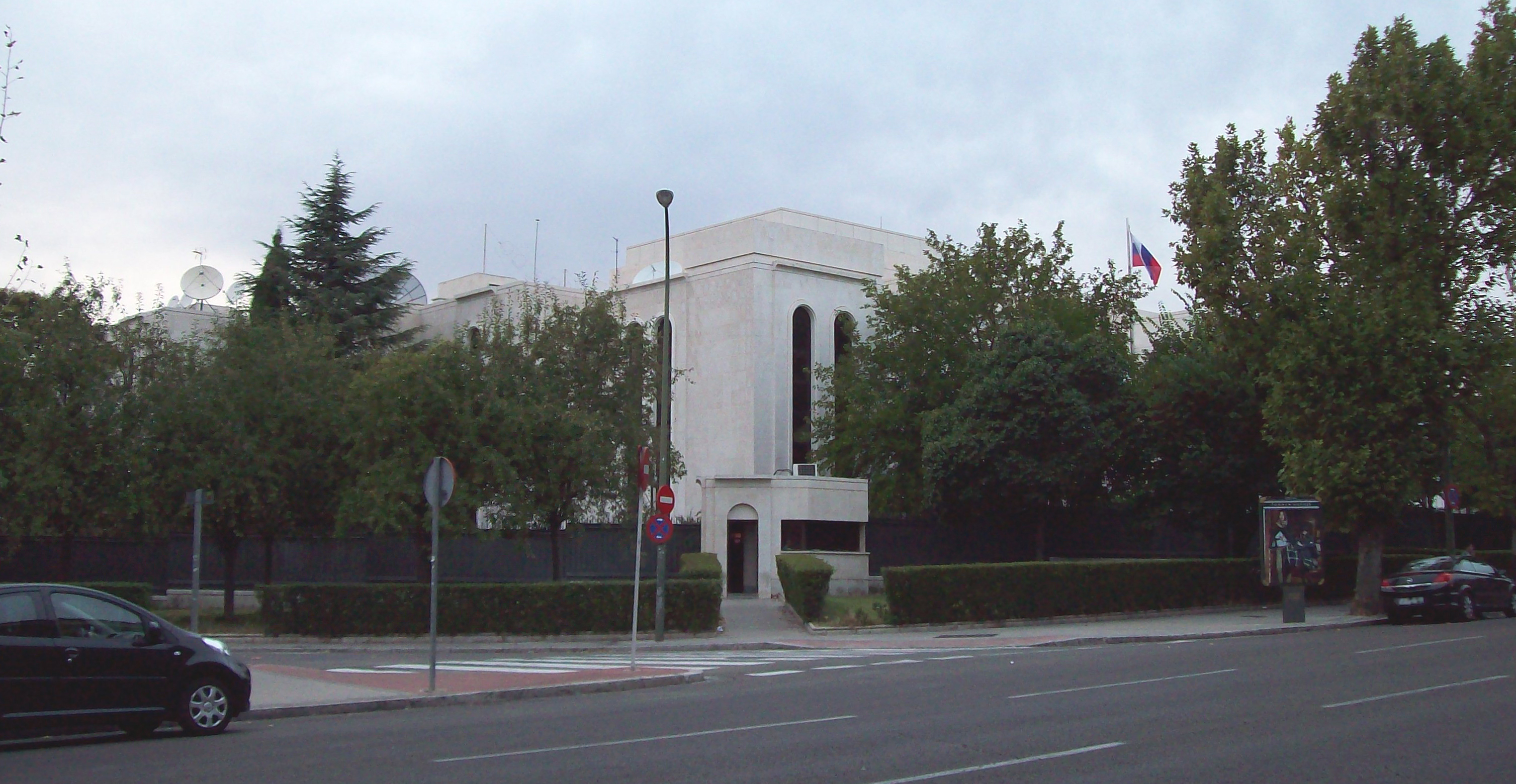
سفارة روسيا
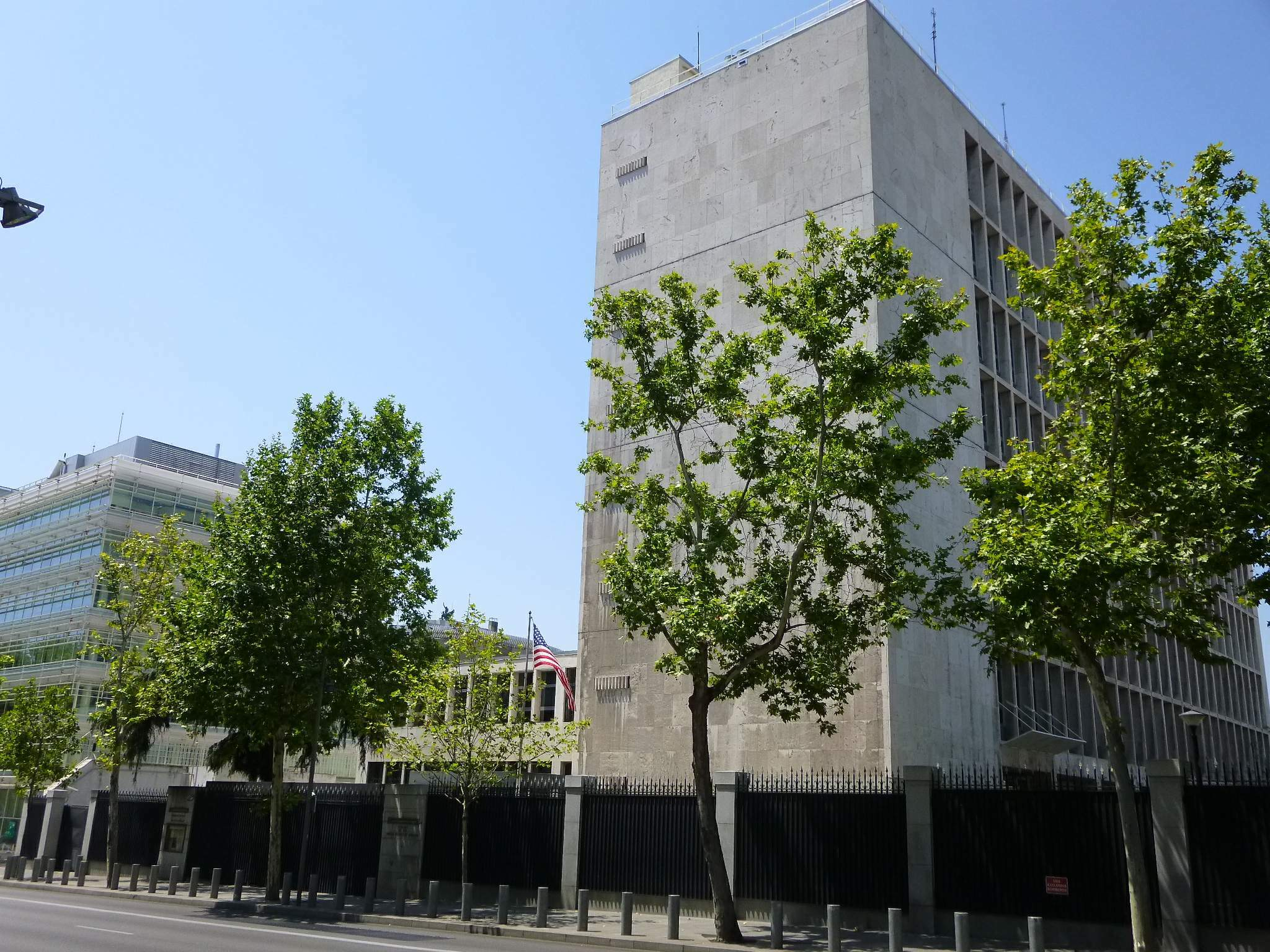
سفارة الولايات المتحدة
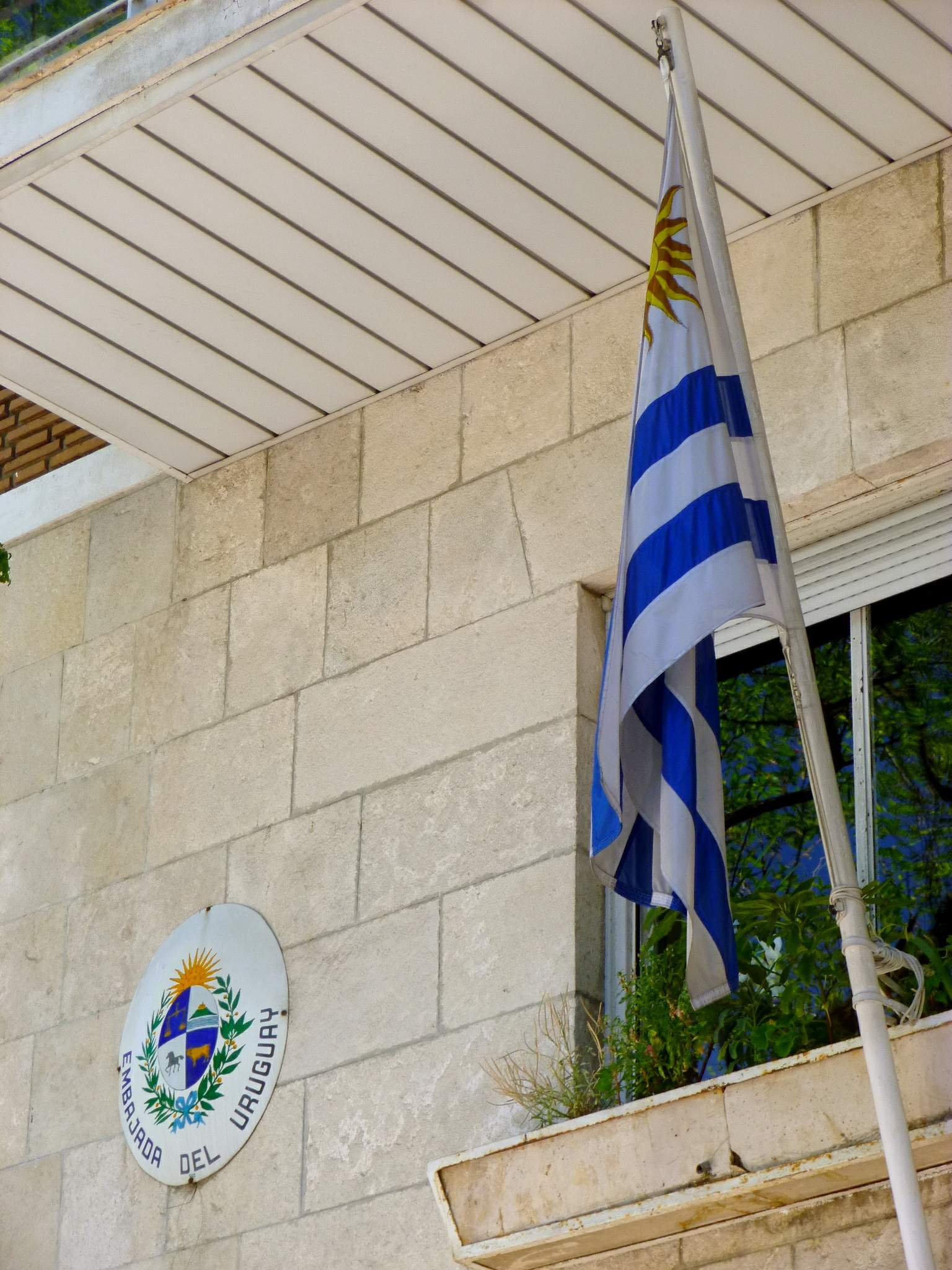
سفارة الأوروغواي
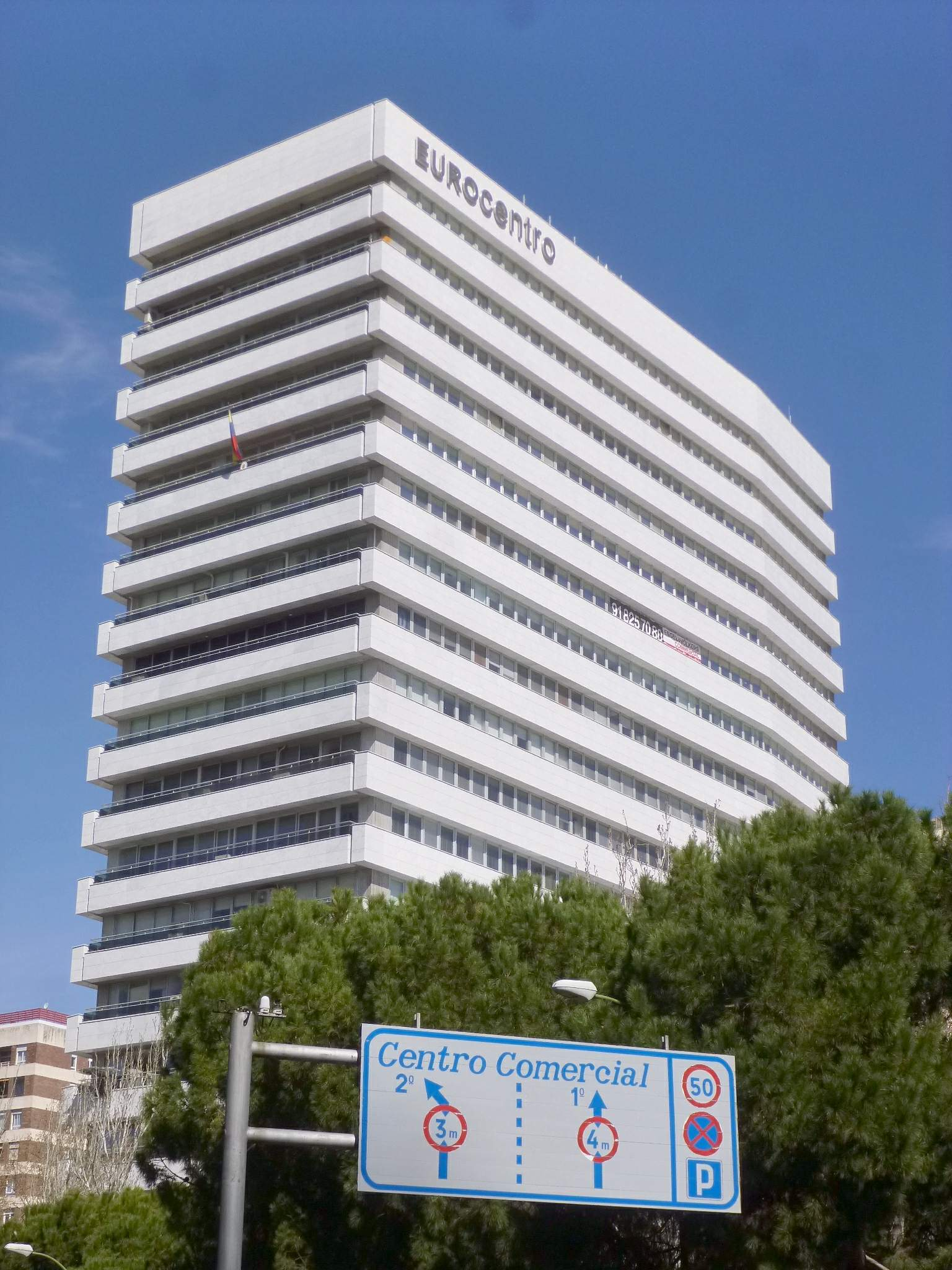
بناء يستضيف سفارة فنزويلا

## السفارات المعتمدة
السفارات المقيمة في باريس ما لم يذكر خلاف ذلك:
- أنتيغوا وباربودا (لندن)
- البحرين (لندن)
- باربادوس (بروكسل)
- بليز (بروكسل)
- بنين
- بوتان (بروكسل)
- بوتسوانا (لندن)
- بروناي
- بوركينا فاسو
- بوروندي
- جمهورية أفريقيا الوسطى
- كمبوديا
- تشاد
- جزر القمر
- جمهورية الكونغو
- جيبوتي
- جمهورية الدومينيكان (لندن)
- إرتيريا
- إستونيا (لندن)
- إثيوبيا
- ولايات ميكرونيسيا المتحدة (مدينة نيويورك)
- فيجي (بروكسل)
- آيسلندا
- جامايكا (بروكسل)
- لاوس
- ليسوتو (لندن)
- ليبيريا
- المالديف (لندن)
- مدغشقر
- موريتانيا
- منغوليا
- ميانمار
- ناميبيا
- النيجر
- بابوا غينيا الجديدة (بروكسل)
- بالاو (مدينة نيويورك)
- رواندا
- ساموا (بروكسل)
- ساو تومي وبرينسيب (لشبونة)
- سانت كيتس ونيفيس (لندن)
- سانت لوسيا (لندن)
- سانت فينسنت والغرينادين (لندن)
- سيراليون (لندن)
- سريلانكا
- سيشل (بروكسل)
- تركمانستان
- طاجيكستان (جنيف)
- تنزانيا[3]
- توغو
- تيمور الشرقية (لشبونة)
- ترينيداد وتوباغو (بروكسل)
- أوغندا
- زامبيا
- زيمبابوي

## البعثات المغلقة
| المدينة المضيفة  | بلد الإرسال     | مستوى المهمة    | انتهى العام | م.     |
| ---------------- | --------------- | --------------- | ----------- | ------ |
| اليكانتي         | الإكوادور       | قنصلية          | 2018        | [ 4 ]  |
| اليكانتي         | النرويج         | القنصلية العامة | 2012        | [ 5 ]  |
| برشلونة          | هولندا          | القنصلية العامة | 2012        | [ 6 ]  |
| بلباو            | البرتغال        | قنصلية          | 2007        | [ 7 ]  |
| قادس             | فنزويلا         | القنصلية العامة | 1985        | [ 8 ]  |
| لاس بالماس       | فنلندا          | قنصلية          | 2012        | [ 9 ]  |
| لاس بالماس       | سويسرا          | قنصلية          | 2012        | [ 10 ] |
| مالقة            | المغرب          | قنصلية          | 1995        | [ 8 ]  |
| مالقة            | سويسرا          | قنصلية          | 1998        | [ 8 ]  |
| بالما دي مايوركا | فرنسا           | قنصلية          | 1993        | [ 11 ] |
| بامبلونا         | الإكوادور       | قنصلية          | 2013        | [ 12 ] |
| إشبيلية          | فرنسا           | القنصلية العامة | 2019        | [ 13 ] |
| إشبيلية          | المملكة المتحدة | قنصلية          | 2001        | [ 14 ] |
| فالنسيا          | فرنسا           | القنصلية العامة | 1996        | [ 11 ] |